# Энтони, Кармело
Кармело Кийен Э́нтони (англ. Carmelo Kiyan Anthony; родился 29 мая 1984 года в Бруклине, Нью-Йорк, США) — американский баскетболист, играл на позиции лёгкого форварда. После успешного сезона в Университете Сиракьюз на драфте НБА 2003 года Энтони был выбран под третьим номером (после Леброна Джеймса и Дарко Миличича) клубом «Денвер Наггетс».
С 2004 года выступал за национальную сборную США, в её составе становился чемпионом Олимпийских игр 2008 года, 2012 и 2016, бронзовым призёром Олимпийских игр 2004 года и бронзовым призёром чемпионата мира 2006 года. Рекордсмен сборной США по количеству сыгранных матчей, набранных очков и сделанных подборов.
В 2011 году он был обменян из «Денвера» в «Нью-Йорк Никс». В игре, 24 января 2014 года против «Шарлотт Бобкэтс», Энтони набрал максимальное количество очков за свою карьеру — 62 очка.
За свою профессиональную карьеру два раза попадал во вторую символическую сборную НБА (2010, 2013) и 4 раза — в третью (2006, 2007, 2009, 2012), десять раз участвовал в Матче всех звёзд НБА (2007, 2008, 2010—2017), в сезоне 2012/13 стал самым результативным игроком регулярного чемпионата, набирая в среднем 28.7 очков за игру. По состоянию на апрель 2025 года занимает 10-е место в списке лучших снайперов в истории НБА. Член баскетбольного зала славы с 2025 года.

## Ранние годы и средняя школа
Кармело Энтони родился в небогатом районе Бруклина, Нью-Йорк. Его отец, Кармело Ириарте, родился на Манхэттене у родителей пуэрториканцев. Ириарте имел африканское, испанское и коренное происхождение; некоторые из его корней также связаны с Венесуэлой. Его мать, Мэри Энтони, афроамериканка. Ириарте умер от рака, когда Энтони было два года. У него есть два брата и одна сестра.
Когда Энтони исполнилось восемь лет, его семья переехала в Балтимор, где он оттачивал не только свои спортивные навыки, но и навыки выживания. Кенни Майнор, один из друзей детства Энтони, сказал: "Мы видели и были свидетелями всего — от наркотиков до убийств, всего, что могло происходить в самых жёстких и опасных частях города. Это то, что учит вас стойкости и держит вас мысленно сосредоточенным на ваших целях. "Спорт послужил важным фактором отвлечения от насилия и торговли наркотиками, которые были распространены в кварталах, в которых жил Энтони и его друзей.
Кармело Энтони получил образование в средней католической школе Тоусона. К 2000 году он сильно прибавил в росте. А в 2001 году он стал одним из лучших игроков области и Baltimore Sun присвоила ему звание «Лучшего игрока года». Также он стал игроком года Балтиморской католической лиги. На втором курсе он набирал в среднем 14 очков, пять подборов, четыре передачи и два перехвата. Католическая школа Тоусон взлетела до рекордных 26-3 и заняла третье место в государственном турнире. Энтони наслаждался успешной баскетбольной карьерой средней школы в юниорском возрасте, он почти удвоил количество набранных очков и подборов, в среднем 23 очка и 10,3 подбора. Несмотря на его успешный год, Энтони был несколько раз отстранен от занятий за пропуск. В конце концов, Тоусон не смогла заполучить звание штата, хотя Энтони был назван Игроком Года округа Балтимор и Игроком года Балтиморской католической лиги.
Тренеры Первого Дивизиона выстраивались в очередь, чтобы заполучить Энтони в команды университетов на Восточном побережье, в которые входили Северная Каролина Тар Хилз и Сиракузский университет.
В конце года Энтони перевёлся в академию Оак Хилл в Виргинии. Летом 2001 года Энтони привёл команду AAU Baltimore Select в финал Четырёх в турнире Adidas Big Time в Лас-Вегасе, штат Невада. Энтони привлек внимание НБА, набрав в среднем 25,2 очка за игру в турнире, в котором также участвовал Амаре Стадемайр. Энтони играл на фестивале развития баскетбола среди молодежи США, где он помог команде Востока выиграть серебряную медаль. Именно там завязалась дружба между Энтони и Леброном Джеймсом.
Академия Оук Хилл выступила в сезоне 2001/2002, победив в серии из 42 игр. Первая победа команды в турнире состоялась в Les Schwab Invitational против средней школы Mater Dei из Санта-Аны, штат Калифорния, где Энтони выиграл MVP турнира. Оук Хилл выиграла еще два крупных турнира, в том числе Nike Academy National Invitational, где они обыграли Вестчестерскую среднюю школу со счётом 77-61 в финале, и ожидаемый матч против Сент-Винсентской средней школы Святой Марии в Акроне, штат Огайо, где его сравнили с феноменом средней школы, Леброном Джеймсом. Джеймс набрал 36 очков, в то время как Энтони набрал 34 очка и 11 подборов, что привело Оук Хилл к победе — 72-66. Команда закончила сезон, заняв третье место в стране со счётом 32:1. Их единственное поражение произошло в матче-реванше с Матер Дей, который положил конец непобедимой серии из 67. Он набирал в среднем 21,7 очка, 8,1 подборов и 4,0 передач в течение старшего года в Оук Хилле. Он участвовал в игре Jordan Brand Classic, набрав 27 очков, и во Всеамериканской игре McDonald’s 2002 года, где он играл в одной команде с двумя будущими товарищами по команде «Нью-Йорк Никс», Рэймондом Фелтоном и Амаре Стадемайр. В этой игре он набрал 19 очков и победил в конкурсе Sprite слэм-данк. Из-за его проблем с ACT, его семья и друзья задавались вопросом, забудет ли Энтони о своих планах учиться в Сиракузском университете и перейти в НБА. Ему еще предстояло набрать минимальный балл 18; однако в конце апреля Энтони получил 19 и решил остаться в колледже и подготовиться к своему первому году в Сиракузском университете. В апреле 2009 года он был приглашён в команду ESPN RISE и был удостоен звания одного из 35 величайших участников McDonalds All American Game (матч лучших выпускников школ) в январе 2012 года.

## Карьера в колледже
Энтони сыграл один сезон 2002/2003 в Сиракузском университете. Он набирал в среднем 22,2 очка (16-е место в NCAA, четвертое место в Конференции «Большого Востока») и 10,0 подборов (19-е место в NCAA, третье место в «Большом Востоке», первое среди NCAA Дивизия I первокурсников). Он помог своей команде в их первом в истории турнире NCAA в 2003 году. Он лидировал в набранных очках, подборах, количестве сыгранных минут (36,4 минут за игру), в количестве бросков, попавших в корзину и штрафных бросках. Благодаря своей 33-очковая игре против Техасского университета в Финале четырех, Энтони получил награду Самого выдающегося игрока баскетбольного турнира NCAA. Впоследствии главный тренер Сиракуз, Джим Бохейм, назвал Энтони «безусловно, лучшим баскетболистом в колледже. Никто не мог даже сравнится с ним в колледже в прошлом году. Вот и вся суть».
Энтони сказал, что первоначально планировал остаться в Сиракузском университете на два-три сезона, но, выполнив все, что он намеревался сделать, он решил отказаться от своей университетской карьеры (с благословения Бойхейма) и объявил, что имеет право на участие в драфте НБА 2003 года.

## Профессиональная карьера

### Денвер Наггетс (2003—2011)

#### Сезон новичка
Карьера Энтони в НБА началась 26 июня 2003 года, когда «Денвер Наггетс» выбрали его в первом раунде под третьим номером в драфте НБА 2003 года. Он был выбран позади Леброна Джеймса (первый номер драфта 2003 года, Кливленд Кавальерс) и Дарко Миличича (второй номер, Детройт Пистонс). Он дебютировал в регулярном чемпионате НБА 29 октября 2003 года, одержав победу со счётом 80-72 дома над «Сан-Антонио Спёрс». Энтони набрал в матче 12 очков, 7 подборов и 3 передачи. Всего за свою шестую игру в НБА (7 ноября против «Лос-Анджелес Клипперс») Энтони набрал 30 очков, став вторым самым молодым игроком в истории НБА, набравшим 30 очков или более в игре (19 лет, 151 день; Коби Брайант был самым молодым). Это была одна из игр, в которой новичок «Наггетс» набрал 30 очков с момента слияния АБА-НБА. 9 февраля 2004 года в победной игре против «Мемфис Гриззлис», 86-83, Энтони набрал 20 очков и стал третьим самым молодым игроком, достигшим 1000 очков в истории НБА.

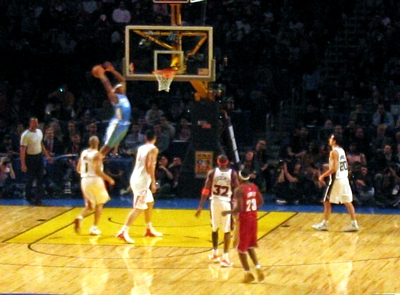
Аллей-уп в исполнении Кармело во время игры Rookie Challenge 2004 года

Энтони сыграл важную роль в превращении «Денвер Наггетс» из худшей команды в лиги в претендентов на плей-офф. В сезоне до того, как Энтони был задрафтован командой, «Наггетс» закончил с результатом 17-65. Они окончили сезон 2003/2004 с общим результатом 43-39. Энтони стал первым новичком НБА, который возглавил команду в плей-офф со времён Дэвида Робинсона из «Сан-Антонио Спёрс» в сезоне 1989/1990. В плей-офф НБА 2004 года «Наггетс» встретились с лидерами, «Миннесота Тимбервулвз», в первом раунде. В первые за историю карьеры в плей-офф Энтони набрал 19 очков, шесть подборов и три передачи. В итоге они проиграли Миннесоте со счётом в 106-92. «Тимбервулз» обыграли «Наггетс» в пяти играх.

#### Сезон 2004/2005
Во втором сезоне Энтони он набирал в среднем 20,8 очка за игру, заняв 19-е место в НБА. Энтони занял 16-е место в НБА по очкам за 48 минут. 4 декабря 2004 года, против «Майами Хит», Энтони стал третьим самым молодым игроком в истории НБА, набравшим 2000 карьерных очков. Только Джеймс и Брайант были моложе, когда достигли этого результата. В Матче всех звёзд НБА 2005 года Энтони набрал 31 очко, две передачи и два перехвата и стал MVP игры.
Благодаря Энтони, «Наггетс» улучшили свой результат сезона на шесть игр, по сравнению с предыдущим сезоном, окончив 49-33. «Наггетс» заняли седьмое место в Западной конференции (на одно место выше, чем в предыдущем сезоне). «Денвер» встретились с «Сан-Антонио Спёрс» в первом туре, выиграв первую игру в Сан-Антонио, 93-87. Однако, возможный чемпион НБА, «Спёрс», выиграли следующие четыре игры, устранив «Наггетс» из плей-офф.

#### Сезон 2005/2006
Энтони играл в 80 играх в течение сезона 2005/2006. Он набирал в среднем 26,5 очков (восьмое место, НБА), 2,7 передачи, 4,9 подборов и 1,1 перехвата за игру. Его восьмое место в рейтинге НБА было самым высоким результатом у игрока из «Денвер» с сезона 1990/1991, когда защитник «Наггетс», Майкл Адамс, закончил сезон шестым в рейтинге НБА. 23 ноября 2005 года, когда «Наггетс» столкнулись с двукратным чемпионом Восточной конференции, Детройт Пистонс, Энтони совершил свой 1000-й подбор в карьере. Месяц спустя Энтони поставил тогдашний рекорд карьеры в игре против «Филадельфии Севенти Сиксерс» — 45 очков за матч. «Наггетс» проиграли в той игре. 17 марта 2006 года, в игре против «Мемфис Гриззли», он набрал 33 очка, тем самым подвёл свои результаты до отметки в 5000 очков. Кроме того, он стал вторым самым молодым игроком, совершившим этот подвиг (после Леброна Джеймса). Когда март подошёл к концу, «Наггетс» финишировали 11-5, и Энтони был назван Игроком месяца в НБА в марте. Он также получил звание Игрока недели с 13 марта 2006 года по 19 марта 2006 года.
В течение сезона Энтони сделал пять победных бросков за пять секунд до конца матча: в игре с «Хьюстон Рокетс» 8 января 2006 года; в домашней игре против «Финикс Санз» 10 января; с «Миннесотой» 24 февраля;с «Индианой Пэйсерс» 15 марта;в домашней игре против «Лос-Анджелес Лейкерс» 6 апреля. Все эти победные броски были сделаны в прыжке, в то время как бросок во время игры против Миннесоты был трёхочковый. В игре 6 июня против «Даллас Маверикс» Энтони также совершил бросок на последних секундах, чтобы добиться овертайма. Он сделал бросок на последних 22 секундах в матче против «Кливленд Кавальерс» 18 января 2006 года, и в матче против «Филадельфии Севенти Сиксерс», 9 марта, что подарило «Наггетс» лидерство, которое они не потеряют. Энтони был приглашён в Сборную всех звёзд НБА в этом сезоне, наряду с Шоном Мэрионом из «Финикса», Яо Мином из «Хьюстона», Алленом Айверсоном из «Филадельфии» и Гилбертом Аренас из «Вашингтона».
«Наггетс» закончили сезон на третьем месте, впервые в карьере Энтони выиграв Северо-Западный дивизион. В первом раунде плей-офф Денвер встретился с «Лос-Анджелес Клипперс». «Денвер» закончил 44-38; «Лос-Анджелес» — 47-35. «Клипперс» выиграли первые две игры серии на домашней площадке. «Денвер» выиграли третью игру, но проиграли четвертую на домашнем паркете. Затем «Наггетс» проиграли пятую игру в Лос-Анджелесе, тем самым закончив борьбу в плей-офф. После сезона Энтони подписал пятилетний контракт на 80 миллионов долларов с «Наггетc».

#### Сезон 2006/2007

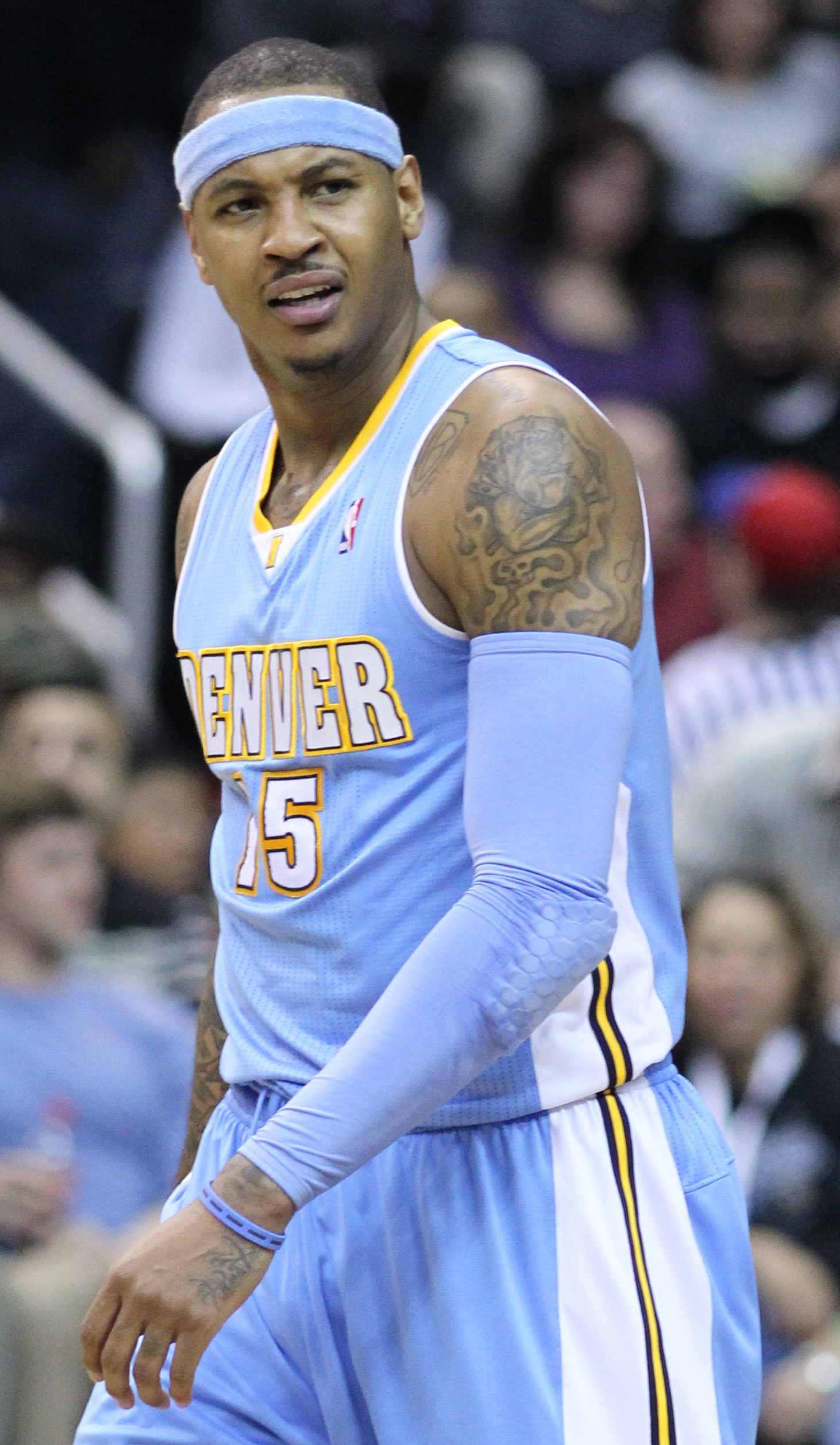
Энтони в составе «Наггетс»

В восьмой игре сезона (117—109 домашняя победа над «Торонто Рэпторс»), Энтони установил рекорд франшизы, набрав 30-очковых в шести матчах подряд. Энтони не удалось установить новый рекорд в своей девятой игре (113—109 домашняя победа над «Чикаго Буллз») 21 ноября, так как он набрал 29 очков. После победы над «Чикаго», Энтони снова подтвердил результат предыдущий результат, набрав 30 очков в шести матчах подряд, не сумев побить его во второй раз, набрав 24 очка в своей 16-й игре (домашний проигрыш «Атланте Хокс» — 98-96) 6 декабря. Во время игры в Мэдисон-сквер-гарден 16 декабря Энтони был одним из многих игроков, вовлеченных в печально известную Драку во время игры «Нью-Йорк Никс» — «Денвер Наггетс». Кадры показали, что Энтони наносил удар по лицу нью-йоркской игроку,Марди Коллинсу. В результате, Энтони был отстранен на 15 игр комиссаром НБА, Дэвидом Стерном. Вскоре после этого, «Наггетс» обменялись на Аллена Айверсона, в попытке сформировать смертельную комбинацию с Энтони. Дуэт впервые появился на паркете 22 января в домашней игра против «Мемфис Гризли», когда Энтони было разрешено вернуться на поле, после дисквалификации на 15 игр. Энтони на набрал 28 очков за игру. Совместно с Айверсоном они набрали 51 очко.
2 февраля 2007 года Энтони и его товарищ по команде, Джей Ар Смит, попали в небольшую автомобильную аварию. Ни один из игроков не пострадал в столкновении. Единственная информация, опубликованная командой, заключалась в том, что машина, на которой ехал Смит, принадлежала Энтони. Три дня спустя Энтони совершил свой первый карьерный трипл-дабл, набрав 31 очко, 10 подборов и 10 передач, проиграв «Финикс Санз» 113—108. Когда были объявлен запасной состав для команды Матч всех звёзд в Западной конференции, Энтони не был включен в список. Однако после того, как Яо Мин и Карлос Бузер были травмированы, комиссар НБА, Дэвид Стерн, выбрал Энтони, в качестве замены (вместе с Джошем Ховардом). Энтони набрал 20 очков и 9 подборов в своем дебюте на звёздном уикэнде. Энтони был первым игроком «Денвер Наггетс», который участвовал в Матче Всех Звезд, со времен Антонио Макдайесса в 2001 году.
Энтони трижды получал награды «Игрока недели» в течение сезона (20-26 ноября; 27 ноября — 3 декабря; 5-11 февраля), и получил награду «Игрока месяца» за апрель, после того, как помог «Наггетс» добиться результата 10-1 за месяц и шестое место в итоговом зачете регулярного сезона Западной конференции. Энтони закончил сезон, как второй ведущий снайпер лиги, после Брайанта, в среднем набирая 28,9 очков, 6,0 подборов, 3,8 передачи и 1,2 перехвата за игру. Он был назначен в третью сборную всех звёзд НБА второй год подряд, вместе с Дуэйном Уэйдом из «Майами», Чонси Биллапсом из «Детройта», Кевином Гарнеттом из "Миннесоты"и Дуайтом Ховардом из «Орландо». Во второй раз за три года Энтони и «Наггетс» встретились с Сан-Антонио Спёрс в первом раунде плей-офф. Это было повторение первого раунда плей-офф 2005 года между двумя командами. «Денвер» выиграли первую игру в Сан-Антонио, 95-89, и проиграли следующие четыре игры. «Наггетс» выбыли в первом раунде четвертый год подряд. В серии плей-офф против «Спёрс» Энтони набирал в среднем 26,8 очков, 8,6 подборов, 1,2 передачи и 1,0 перехват за игру.

#### Сезон 2007/2008

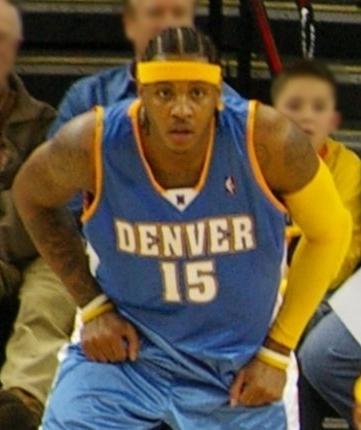
Энтони в декабре 2007 года.

24 января 2008 года Энтони второй раз подряд участвовал в Матче всех звёзд, но впервые в стартовой пятёрке. Он лидеровал в голосовании среди форвардов Западной конференции (1 723 701 голос) и вторым в общем голосовании, Коби Брайанта был на первом месте (2 004 940 голосов) среди всех игроков Западной конференции. 8 февраля Энтони набрал 49 очков и «Наггетс» выиграли домашнюю игру с «Вашингтон Уиззардс», со счётом 111—100. Его процентное соотношение между результативными бросками и общим количеством выполненных бросков составляло 76 %, 19 из 25 бросков, и его процент попадания был вторым за последние 13, игрок, который совершал 25 или более бросков за матч (Брайант был первым, 76,9 % — процентное соотношение между результативными бросками и общим количеством выполненных бросков, 20 из 26 бросков). 27 марта, в домашней победе над «Даллас Маверикс», Энтони набрал свое 9000-е очко карьеры. Он сыграл в 77 играх в течение регулярного сезона, заняв четвертое место в рейтинге НБА, набирая 25,7 очков за игру, добиваясь максимальных результатов в подборах за игру (7,4) и перехватах за игру (1,3). Он добился высоких результатов в блок-шотах за игру (0,5) и закончил сезон с 3,4 передачами за игру, что стало вторым лучшим показателем в его карьере.
«Наггетс» закончили сезон 2007/2008 ровно с 50 победами (50-32 в общем зачете, который стал третьим лучшим результатом «Наггетс» за все время, с тех пор как команда официально присоединилась к НБА в 1976 году), после домашней победы над «Мемфис Гриззли» в последней игре сезона, со счётом 120—111. Впервые после сезона НБА 1987/1988 «Наггетс» закончили, как минимум, с 50 победами в сезоне. В первом раунде плей-офф «Наггетс» встретились с лучшими — «Лос-Анджелес Лейкерс» (57-25 очков). «Лейкерс» обыграли «Наггетс» в четырех играх. За серию Энтони набирал в среднем 22,5 очка, 9,5 подборов (рекорд плей-офф), 2,0 передачи и 0,5 перехватов за игру.

#### Сезон 2008/2009
Сезон 2008/2009 начался с того, что Аллена Айверсона обменяли на защитника, Чонси Биллапса, из «Детройт Пистонс». 10 декабря 2008 года, в домашней победе над «Тимбервулвз», со счётом 116—105, Энтони набрал в третьей четверти 33 очка. Энтони набрал за игру 45 очков, 11 подборов, 3 передачи и 4 перехвата. Этот рекорд был побит в январе 2015 года Клейм Томпсоном из «Голден Стэйт Уорриорз». 4 января 2009 года Энтони сломал кость в руке в игре против «Индиана Пэйсерс». Он предпочел наложить шину на руку, а не делать операцию; время восстановления оценивалось в три-четыре недели. В конце декабря он уже пропустил три игры из-за больного локтя. 30 января 2009 года Энтони продолжил играть, после травмы, в стартовом составе «Наггетс», в игре против «Шарлотт Бобкэтс», в которой он набрал 19 очков. Энтони был отстранен на одну игру за то, что остался на поле и отказался покинуть игру после того, как тренер, Джордж Карл, посадил его на скамейку запасных во время игры против «Пейсерс».
«Наггетс» выиграли Северо-Западный дивизион и занял второе место в Западной конференции, завершив сезон с 54 победами (54-28 в целом). Энтони набирал в среднем 22,8 очка за игру и увеличил попадание с трёхочковой зоны — 37,1 %. Проиграв в пяти матчах подряд в плей-офф (2004—2008), 29 апреля 2009 года, Энтони выиграл свою первую серию плей-офф, когда «Наггетс» обыграли «Нью-Орлеан Хорнетс» в домашней игре, 107-86. Энтони набрал самое максимальное количество очков за всю карьеру в плей-офф-34 очка и 4 перехвата. На послематчевой конференции Энтони сказал: «Да, наконец-то.. Мне потребовалось 5 лет, чтобы избавиться от этой гориллы, это отличное чувство». «Наггетс» победили «Хорнетс» в пяти играх в первом раунде плей-офф, а так же «Даллас Маверикс», со счётом 4-1 в полуфинале конференции. В третьей игре полуфинала Энтони сделал последний второй трёхочковый бросок и помог «Наггетс» одержать победу (103—105). «Денвер» вышли в Финал конференции впервые с 1985 года, но «Лос-Анджелес Лейкерс» устранили их со счётом 4-2.

#### Сезон 2009/2010
В первых двух играх сезона 2009/2010 Энтони набрал 71 очко. В первой домашней игре против Юты Джаз он набрал 30 очков, а в игре против «Портленд Трэйл Блэйзерс», на следующий день, 41 очко. Энтони стал одним из трёх игроков в истории «Наггетc», набравших 70 или более очков в двух первых играх сезона. Одним из них был Ник Ван Эксель, который набрал с 71 очко, и его превзошёл только Алекс Инглиш, который сделал это дважды, в 1985 году (79) и 1988 году (74). Это также был второй раз с 1987 года, когда «Наггетс» начали сезон со счётом 2-0. В своей третьей игре Энтони набрал 42 очка, став первым игроком «Наггетс», который набрал 40 очков в двух играх подряд, после того, как Майкл Адамс сделал это в 1991 году. Это был первый раз, когда «Денвер» вели 3-0 с 1985 года. В ноябре месяце Энтони был назван игроком недели НБА и игроком месяца Западной Конференции, что помогло «Наггетс» прийти к стартовому результату 12-5.
В пятнадцатом матче регулярного сезона против «Миннесота Тимбервулвз» Энтони вошел в игру, лидируя в лиге по количеству очков за игру (30,2), и был единственным игроком в лиге, который набрал не менее 20 очков в каждой игре. Он закончил игру, набрав 22 очка. Это была его пятнадцатая игра подряд, где он набирал не менее 20 очков, побив предыдущий рекорд франшизы, установленный Инглишом. В следующей игре Энтони набрал рекордные 50 очков в домашней игре против «Нью-Йорк Никс», в то время как партнер по команде, Чонси Биллапс, добавил в игру 32 очка. Они стали лишь третьим дуэтом в истории НБА, где партнёры набрали не менее 50 и 30 очков. Два дня спустя, 29 октября, Энтони набрал 19 очков в первой четверти в игре против «Портленд Трэйл Блэйзерс». 21 января 2010 года Энтони был приглашён в стартовый состав для участия в Матче всех звезд НБА 2010 года. Это было третье появление Энтони в Матче Всех Звёзд и второе в стартовой пятёрке. Он закончил игру, набрав 27 очков и 10 подборов.
В первой игре команды после Матча Всех Звёзд, «Наггетс» провели долгожданную встречу с «Кливленд Кавальерс», которые вели серию побед из 13 игр. В то время, как Леброн Джеймс совершил трипл-дабл из 43 очков, 13 подборов и 15 передач, Энтони набрал 40 очков, 6 подборов и 7 передач в матче, который завершился овертаймом. Энтони забил победный мяч через руки Джеймса за 1,9 секунды до конца матча, тем самым закончив серию побед «Кавальерс». 26 марта 2010 года Энтони совершил победный бросок в игре против «Торонто Рэпторс», после первой проигрышной попытки. «Наггтес» завершили регулярный сезон 2009/2010 с результатом 53-29 и второй год подряд в борьбе за победу в Северо -Западном Дивизионе встретились с «Юта Джаз» в Первом Раунде. В первой игре плей-офф Энтони набрал 42 очка. Тем не менее, «Наггетс» проиграли серию с «Ютой», 4-2, где Энтони набирал в средне 30,7 очков за игру, а также 8,5 подборов, 3,2 передачи и 2,0 перехвата.

#### Сезон 2010/2011
Сезон 2010/2011 начался со спекуляций, что Энтони отказался подписывать предложенное продление контракта. Источники сообщили, что предпочтительным клубом для Энтони был «Нью-Йорк Никс», а другие команды, такие как «Нью-Джерси Нетс», «Хьюстон Рокетс» и «Атланта Хокс», заявили, что так же, заинтересованы. Запрос Энтони изначально не был выполнен, и он начал сезон в составе «Наггетс». 15 ноября 2010 года у Энтони было 20 очков и 22 подборов в игре против «Финикс Санз».

### Нью-Йорк Никс (2011—2017)

#### Сезон 2010/2011
22 февраля 2011 года Энтони вместе с разыгрывающим, Чонси Биллапсом, были обменяны из «Денвера» в «Нью-Йорк Никс» в трехсторонней сделке при участии «Миннесота Тимбервулвз». Энтони решил играть в «Никс» под номером 7, поскольку его бывший номер 15 был закреплён в «Никс» за Эрлом Монро и Диком Макгуайром. Первая игра Энтони за «Никс» была победной, 114—108, против «Милуоки Бакс», в которой он набрал 27 очков,10 подборов и 1 передачу. Во второй игре плей-офф НБА, в Бостоне, Энтони набрал 42 очка, 17 подборов и 6 передач, проиграв матч. «Никс» проиграли «Бостон Селтикс» в четырех играх в первом раунде плей-офф.

#### Сезон 2011/2012

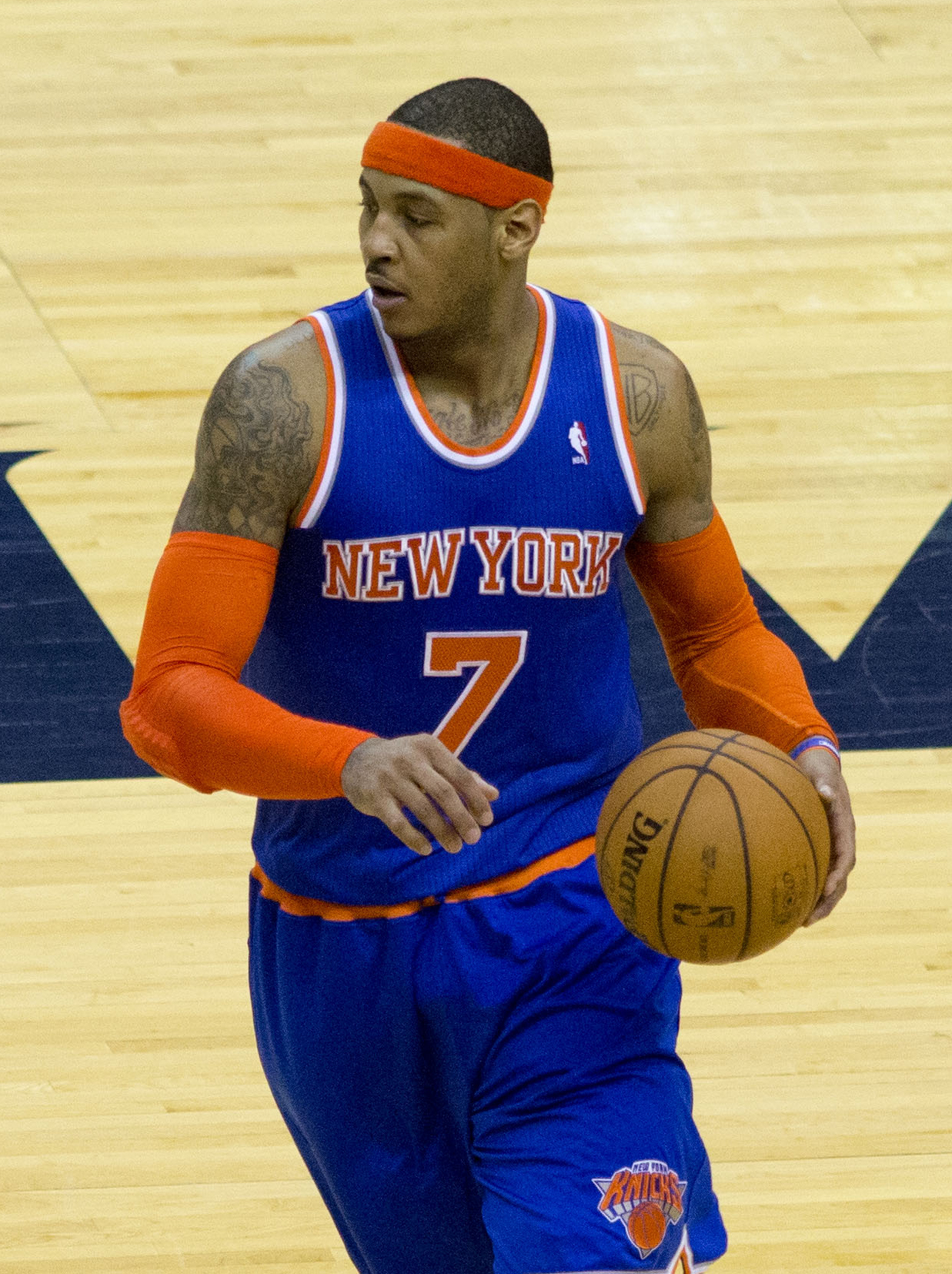
Энтони в марте 2013 года.

Сезон 2011/2012 принёс новые ожидания, поскольку этот сезон для Энтони станет первым полноценным сезоном. «Никс» боролись на протяжении всего сезона с травмами игроков. Сам Энтони пропустил 11 игр; во время этого отрезка «Никс» выставили Джереми Лина, в качестве стартового защитника команды. Это привело к историческому отрезку игр Лина и периоду баскетбольной истерии, известной как «Линсэнити» (англ. Linsanity, игра слов — фамилия Lin и insanity — «безумие»). Однако, отрицательный баланс побед и поражений команды,18-24, привел к отставке тренера Майкала Д’Антонио. Предполагалось, что Энтони сыграл определенную роль в уходе тренера, поскольку он не очень хорошо вписывался в высокий темп нападения Д’Антонио. Майк Вудсон занял пост Д’Антони. В пасхальное воскресенье Энтони, возможно, имел лучшую игру в форме «Никс», набрав 43 очка и забив два трёхочковых броска, одержав победу над «Буллз». Под руководством Вудсона, Никс закончили сезон с положительным балансом побед,18-6, по сравнению с результатом,18-24, который они имели при Д’Антони.
«Никс» столкнулись в плей-офф с «Майами Хит». Во время серии «Никс» сильно страдала от травм своих игроков, как и в предыдущем сезоне. В первой игре у Тайсона Чендлера был диагностирован грипп, Иман Шамперт вывихнул колено, Барон Дэвис разорвал сухожилие надколенника, а Амаре Стадемайр получил рваную рану после удара огнетушителя из-за гнева после поражения. Кроме того, Джереми Лин разорвал левый мениск перед началом плей-офф. Несмотря на травмы, Энтони смог привести «Никс» к своей первой победе в плей-офф с 2001 года. В игре Энтони набрал 41 очко. В итоге «Никс» выбыли из плей-офф. Энтони был отобран в Сборную всех звёзд НБА вместе с товарищем по команде, Тайсоном Чендлером.

#### Сезон 2012/2013
3 декабря 2012 года Энтони был назван Игроком недели Восточной конференции за период с 26 ноября по 2 декабря 2012 года. За указанный период Энтони привел «Никс» к результату 3-1, набрав в среднем 29,5 очков, 8,0 подборов и 1,3 блок-шота. Энтони набрал более 30 очков в двух состязаниях. В домашней победе «Нью-Йорка», 106-99, над «Финикс Санз», 2 декабря, Энтони набрал 34 очка, 6 подборов, 2 передачи, 2 блок-шота и 1 перехват. 7 января 2013 года Энтони получил вторую награду «Игрока недели» за матчи, сыгранные с 31 декабря 2012 года по 6 января 2013 года. За это время он привел команду к результату 2-1, заработав лучший результат в лиге — 36.0 очков за игру. Неделя была отмечена парой игр с 40 очками. В одной из игр, 1 января, «Никс» проиграли «Портленду», а Энтони набрал 45 очков, 7 подборов, 4 передачи. Затем, 5 января, в победной игре над «Орландо», Кармело набрал 40 очков, 6 подборов и 6 передач. 30 января 2013 года в игре против «Орландо Мэджик» Энтони установил командный рекорд «Никс», 30 игр подряд по 20 очков, побив старый рекорд, установленный Ричи Герин (29 игр). Энтони, позже, продлил рекорд до 31 игры после того, как он набрал 25 очков в победном матче, 96-86, против «Милуоки Бакс».

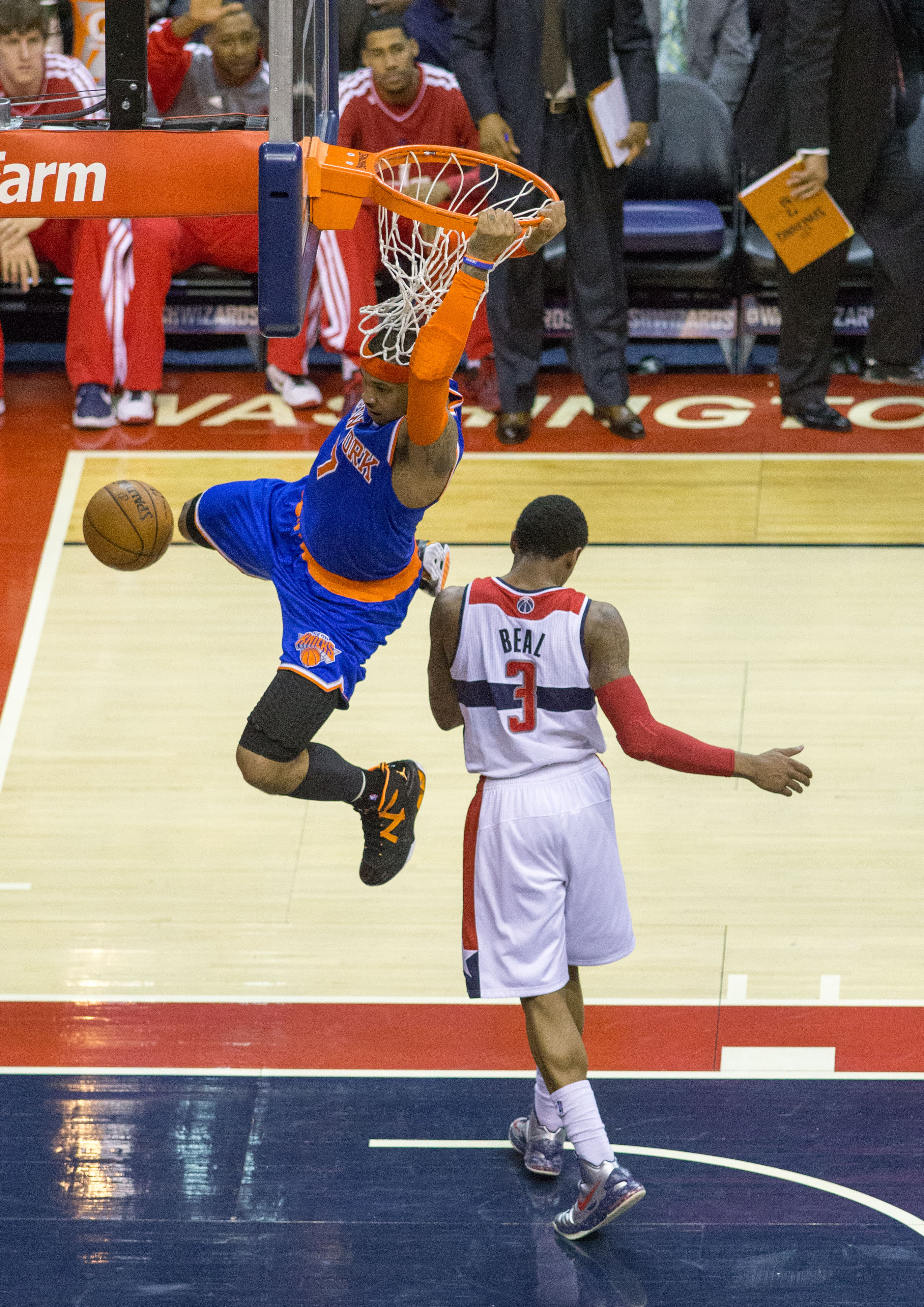
Энтони совершает слэм-данк в 2013 году.

29 марта 2013 года Энтони набрал 32 очка и 11 подборов в победной игре,111-102, над «Шарлотт Бобкэтс». Его товарищ по команде, Джей. Ар. Смит, набрал 37 очков в игре. 31 марта 2013 года в победной игре над «Бостон Селтикс», Энтони совершил дабл-дабл, набрав 24 очка и получив 10 подборов. Благодаря победе, «Никс» выиграли серию сезона против «Селтикс» (3-1), впервые с сезона 2003/2004. Энтони набрал 40 очков в игре с «Атлантой Хокс», в которой «Никс» выиграли со счётом 95-82. Затем он набрал 41 очко в матче против «Милуоки Бакс» два дня спустя, став первым игроком «Никс», со времен Бернарда Кинга, который набрал больше 40 очков в трёх играх подряд. Он также стал третьим игроком НБА, который набрал не менее 40 очков в трёх играх подряд, присоединившись к Кингу и Майклу Джордану. 7 апреля 2013 года Энтони набрал 36 очков и 12 подборов в двенадцатой подряд победной игре «Никс». На этот раз они обыграли «Оклахому-Сити Тандер». Это была 50-я победа команды в сезоне, и это был первый раз за 13 лет, когда им удалось достичь такого количества побед. В гонке результативности он обогнал Кевина Дюранта, набрав 36 очков, повысив свой средний показатель сезона до 28,44 очков за игру против 28,35 очков Дюранта.
8 апреля 2013 года Энтони был назван Игроком Восточной конференции недели за период с 1 по 7 апреля 2013 года. Он привел «Никс» к результату 4-0, в рамках их серии побед из 12 игр, в течение которой он в среднем набирал 41,8 очков за игру. 9 апреля 2013 года Энтони продолжил свой жаркий темп, набрав 36 очков в победной игре, 120-99, над «Вашингтон Уизардс». Он стал первым игроком «Никс» со времен Кинга, который пять игр подряд забивал не меньше 35 очков. Это была также 51-я победа команды и 13-я победа подряд, и они завоевали свой первый титул в Атлантическом дивизионе со времен сезона 1993/1994. Ни один игрок НБА не набрал 35 очков в пяти играх подряд со времен Коби Брайанта, в сезоне 2006/2007. В 2013 году Энтони стал первым игроком «Никс» с самой продаваемой майкой в НБА, основываясь на продажах в NBA Store и NBAstore.com, с тех пор, как лига начала отслеживать продажи джерси в 2001 году.
11 апреля 2013 года победная серия «Никс» в 13 матчах закончилась проигрышем «Буллз», 118—111. Несмотря на проигрыш, Энтони набрал 36 очков и 19 подборов. На следующий день «Никс» одержал победу, 101-91, над «Кливленд Кавальерс». Энтони снова добился дабл-дабл, забив 31 очко и совершив 14 подборов всего за 30 минут, так как он просидел на скамейке запасных всю четвертую четверть во второй раз за три игры. 15 апреля 2013 года Энтони выиграл свою вторую награду подряд, «Игрок недели Восточной конференции», за матчи, сыгранные с 8 апреля по 15 апреля 2013 года, когда он помог команде добиться результата 3-1. За неделю он в среднем за игру набирал 32,0 очка и делал 11,5 подборов. Он стал чемпионом НБА 2013 года с 28,7 очками за игру после трёхкратного действующего чемпиона, Кевина Дюранта. В конце регулярного сезона Энтони был назван игроком Восточной конференции месяца в апреле. Энтони сломал мертвую хватку Леброна Джеймса на ежемесячной премии, после того, как Джеймс получил такие почести пять раз в этом сезоне.
В плей-офф НБА 2013 года Энтони набрал 21 очко, сделав 7 подборов, 5 передач, 2 перехвата и 1 блок-шот в шестой игре против «Бостон Селтикс», которая окончилась со счётом 88-80, в пользу «Никс». Это была первая победа «Никс» в серии плей-офф с 2000 года (во времена Патрика Юинга и Латрелла Спрюэлла).Энтони в среднем набирал 29,2 очков за игру в серии. В следующем раунде «Никс» потерпели поражение от «Индианы Пэйсерс» в шести матчах. 23 мая 2013 года Энтони был приглашён в Сборную всех звёзд НБА, наряду с Расселом Уэстбруком из «Оклахома-Сити», Тони Паркером из «Сан-Антонио», Блейком Гриффином из «Лос-Анджелес» и Марком Газолем из «Мемфиса». Это был второй раз в карьере Энтони, когда он был приглашён играть за Сборную всех Звезд.

#### Сезон 2013/2014
В начале сезона 2013/2014 НБА «Никс» потерпели девять поражений подряд, и команда открыла сезон со счётом 3-13. Несмотря на проигрыш, Энтони продолжает играть хорошо в сложившихся обстоятельствах, набирая в среднем 26,3 очков, 9,9 подборов и 1,1 перехват за игру, совершив девять дабл-дабл, включая четыре подряд: против «Индианы» (30 очков и 18 подборов), «Вашингтона» (23 и 12), «Портленда» (34 и 15) и «Л. А. Клипперс» (27 и 10).
Тем не менее, 2014 год «Никс» начали с результатом 4-1, в том числе одержав победу над финалистами предыдущего сезона — Майами Хит и Сан-Антонио Сперс. 13 января 2014 года Энтони был назван Игроком Недели Восточной конференции за матчи, сыгранные 6-12 января 2014 года, где он привел «Никс» к результату 3-0. В этой борьбе он обошёл Джо Джонсона из «Бруклина» и Джоша Смита из «Детройта». 24 января 2014 года в матче против «Шарлотт Бобкэтс» Кармело набрал 62 очка, тем самым установил личное достижение и рекорд клуба по набранным очкам в одном матче.

30 января 2014 года, одержав победу над «Кливленд Кавальерс» со счётом 117-86, Энтони стал 50-м игроком НБА, набравшим 19 000 карьерных очков. При этом в возрасте 29 лет и 246 дней Энтони стал пятым самым молодым игроком НБА, совершившим этот подвиг. Его обошли лишь Леброн Джеймс (27 лет и 111 дней), Коби Брайант (28 и 223), Майкл Джордан (29 и 62) и Уилт Чемберлен (29 и 75). 

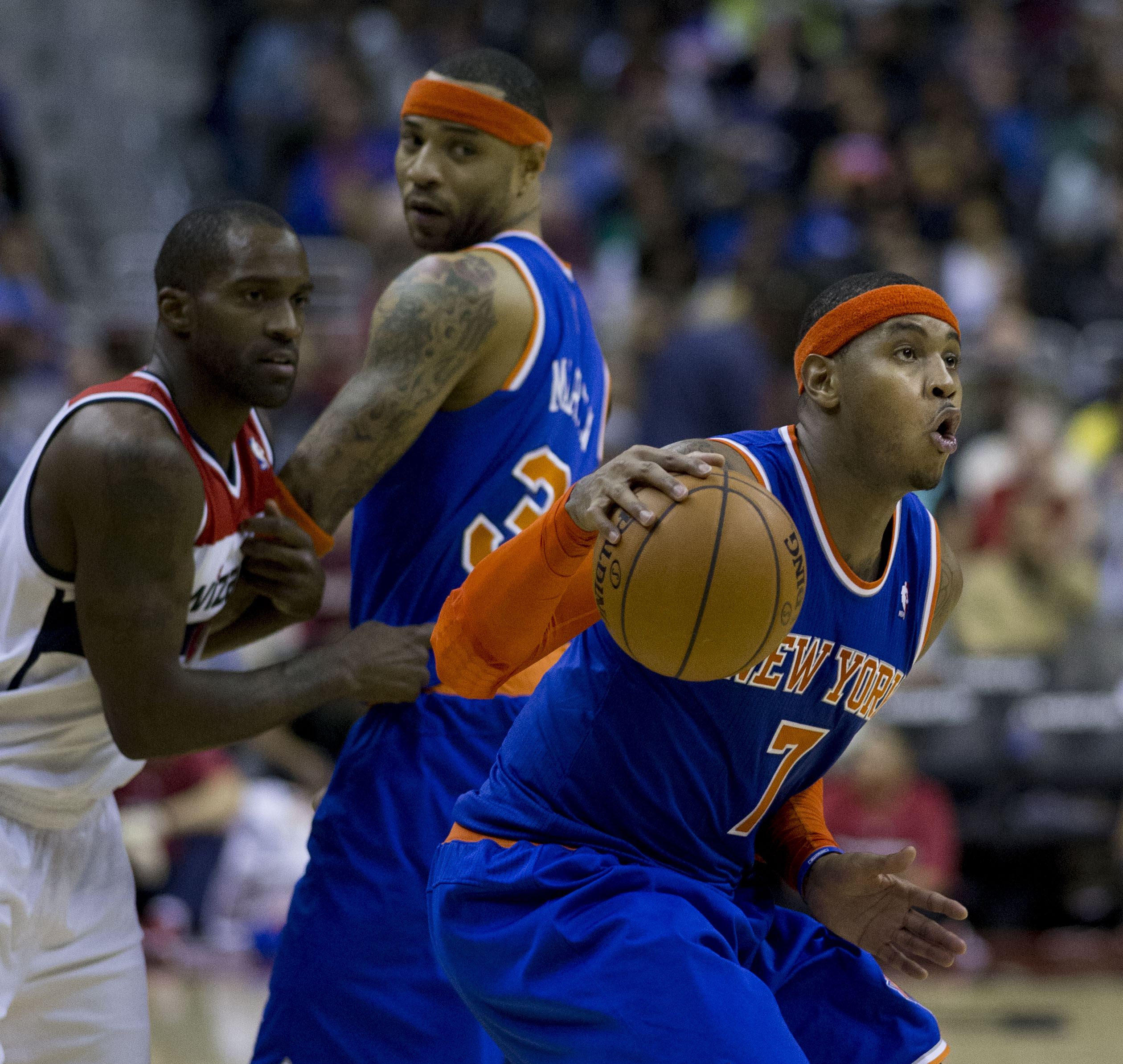
Энтони (справа) в ноябре 2013 года

5 февраля 2014 года Энтони был назван игроком месяца Восточной конференции в январе. Энтони лидировал в Восточной конференции, набрав 28,7 очков, 9,0 подборов, играя 37,7 минут за игру, в то время как «Никс» вели 10-6 , благодаря усилиям Энтони в 62 очка против «Шарлотт».
16 февраля 2014 года Энтони сыграл в своей седьмой игре «Матча Всех Звёзд» в стартовой пятёрке. Он набрал 30 очков и установил рекорд Матче Всех Звёзд НБА из восьми трёхочковых бросков, побив предыдущий рекорд из шести, совершенный Марком Прайсом и Леброном Джеймсом.
10 марта 2014 года Энтони выиграл вторую награду «Игрока недели» в Восточной конференции за матчи, сыгранные с 3 марта по 9 марта 2014 года. В течение недели Энтони привел «Никс» к результату 3-1, забивая в среднем 29,0 очков (третий-лучший в Восточной конференции) и совершая 5,3 подборов, 4,8 передачи и 2,75 перехвата (пятый-лучший) за игру.
В сезоне 2013/2014 Энтони в среднем за игру набирал 27,4 очков, делал 8,1 подборов и 3,1 передачи, но впервые в карьере пропустил плей-офф НБА.
3 июня 2014 года Энтони сообщил «Никс», что он станет свободным агентом. 13 июля 2014 года Энтони снова подписал контракт с «Никс» на пять лет.

#### Сезон 2014/2015
Всего лишь в третьей игре команды в сезоне, Энтони стал 40-м игроком, набравшим 20 000 очков, когда он забил трёхочковый бросок в начале первой четверти победной игры, 96-93, с Шарлотт Хорнетс. В итоге, он финишировал с 28 очками, подняв свой результат до 20,025 очков. В процессе, он стал 10-м активным игроком, который достиг этот рубеж и шестым самым молодым в истории НБА, кто достиг такого результата, сразу за Леброном Джеймсом (28 лет, 17 дней), Коби Брайантом (29 лет, 122 дня), Уилтом Чемберленом (29 лет, 134 дня), Майклом Джорданом (29 лет, 326 дней) и Оскаром Робертсоном (30 лет, 97 дней). Энтони достиг этого в возрасте 30 лет и 157 дней и в общей сложности за 793 игры в НБА.
22 января 2015 года Энтони был приглашён в стартовую пятёрку «Матча всех звёзд НБА 2015 года», его седьмой старт подряд и восемь в общем зачете, вместе с Леброном Джеймсом, Пау Газолем, Кайлом Лоури и Джоном Уоллом. После участия в «Матче Всех Звёзд» и 10 набранных очков, Энтони временно покинул команду на оставшуюся часть сезона, до 18 февраля, после перенесенной операции на левом колене.

#### Сезон 2015/2016
21 января 2016 года Энтони был приглашён в стартовый состав «Матча всех звёзд НБА 2016 года».12 апреля 2016 года Энтони вышел в финале сезона против «Пэйсерс».

#### Сезон 2016/2017

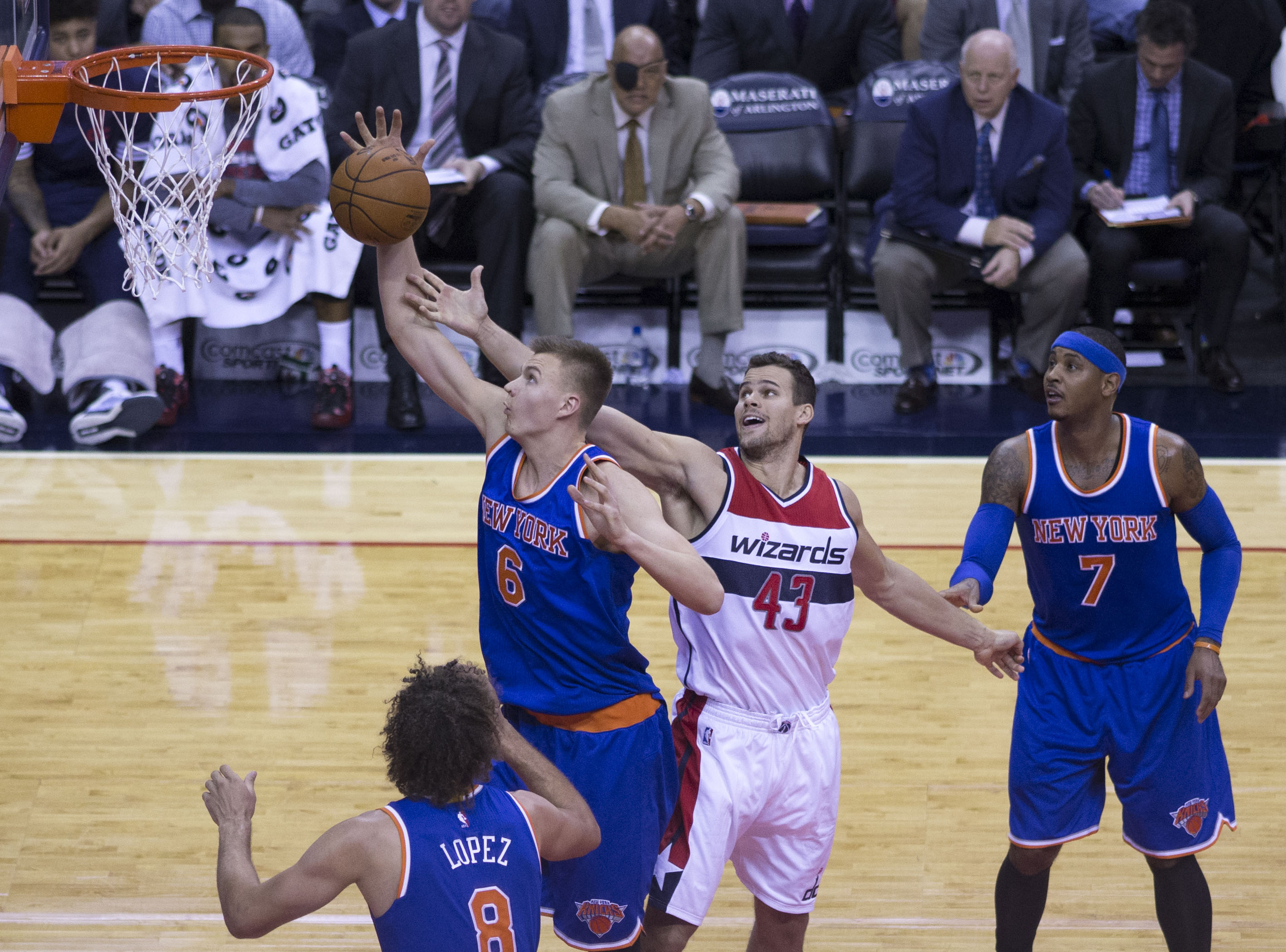
Кристапс Порзингис и Энтони.

9 декабря 2016 года, в игре против Сакраменто Кингз , Энтони стал пятым активным игроком, который перешёл отметку в 23 000 очка, присоединившись к Дирку Новицки, Джеймсу, Полу Пирсу и Винсу Картеру. Он также стал 29-м игроком в истории НБА, который достиг такой отметки. 25 декабря 2016 года, в Рождественской игре против «Бостон Селтикс», Энтони обошёл Элджина Бэйлора и занял 28-е место в Списке 50 лучших снайперов в истории НБА, набрав 29 очков, увеличив общее количество до 23,156 по сравнению с 23,149 Бейлора. 30 декабря 2016 года Энтони набрал 26 очков в игре с «Нью-Орлеан Пеликанс», в которой «Никс» проиграли со счётом 92-104. Он увеличил своё общее количество очков до 23 192, обогнав Эдриана Дэнтли и оказавшись на 27 месте в списке карьерных очков НБА. В игре против «Хьюстон Рокетс», 31 декабря 2016 года, он набрал всего семь очков и пропустил вторую половину игры, из-за больного левого колена. Общее количество очков составило 23 199.

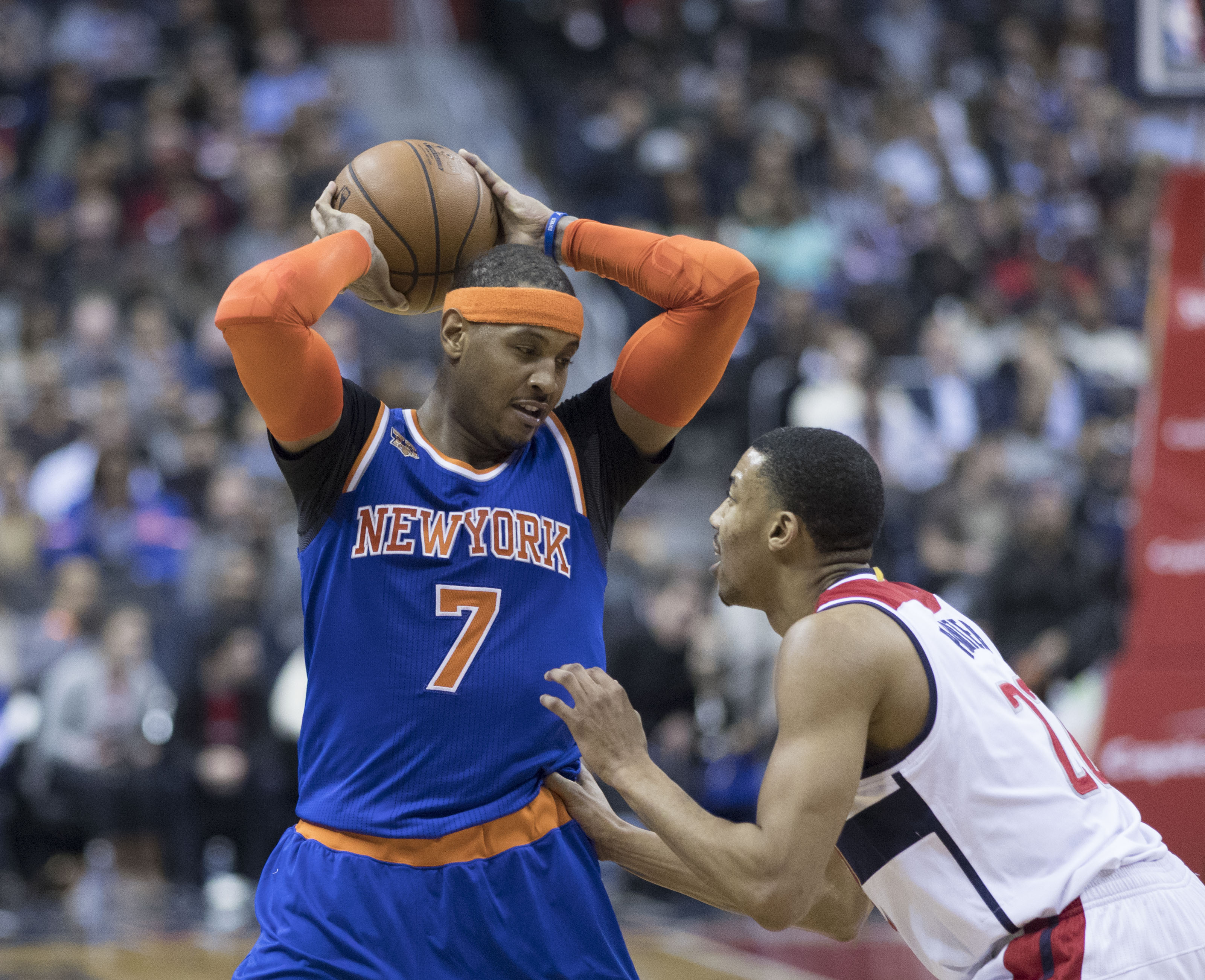
Энтони с «Никс» в 2017 году.

11 января 2017 года «Никс» потерпели поражение в игре против «Филадельфии Севенти Сиксерс», 98-97. Энтони набрал 28 очков, обогнав Роберта Пэриша и занял 26-е место в списке лучших снайперов. 9 января 2017 года Энтони набрал 25 очков во второй четверти, побив старый рекорд в 24 очка, который Энтони делил с Уиллисом Ридом и Алланом Хьюстоном. Рид набрал свои 24 очка, также, во второй четверти, в то время как Хьюстон набрал 24 очка в четвертой четверти.
29 января 2017 года Энтони набрал 45 очков, самый масштабный результат в сезоне, в игре против «Атланты Хокс», которую «Никс» проиграли в овертайме со счётом 142—139. Он добавил шесть подборов, четыре передачи и один блок-шот в одной из своих лучших игр сезона.
В игре против «Сан-Антонио Спёрс», 12 февраля 2017 года, где команда одержала победу со счётом 94-90, Энтони набрал 25 очков, и тем самым обогнал Чарльза Баркли и перешёл на 25-е место в Списке 50 лучших снайперов в истории НБА. Он также занимал пятое место среди игроков, набравших самое большое количество очков, после Новицки, Джеймса, Пирса и Картера, который был на 24 месте в списке. 5 февраля 2017 года он был объявлен в качестве замены Кевину Лаву в игре Матча Всех Звёзд НБА 2017 года, таким образом, это было его десятое участие в Матче Всех Звёзд. Энтони сыграл 19 минут, набрал 10 очков и выиграл три подбора в этой игре.
12 марта 2017 года «Никс» потерпели поражение в игре с «Бруклин Нетс» со счётом 120—112. Энтони стал третьим игроком, набравшим 10 000 очков за две франшизы, присоединившись к Кариму Абдул-Джаббару («Милуоки Бакс» и «Лос-Анджелес Лейкерс») и Элвину Хейзу («Сан-Диего» / «Хьюстон Рокетс и Балтимор» / «Кэпитал» / «Вашингтон Буллетс»). Он начал свою карьеру с «Денвер Наггетс», где он набрал в общей сложности 13 970 очков в 564 играх. Два дня спустя, 14 марта 2017 года «Никс» одержали победу над «Индианой Пэйсерс», 87-81, закончив серию неудач в трёх играх. Энтони превзошел отметку в 24 000 очка в своей карьере, набрав 22 очка и 13 подборов.

#### Межсезонье 2017
В межсезонье 2017 года, после многочисленных конфликтов с тогдашним президентом команды, Филом Джексоном, Энтони потребовал сделки. Первоначально, единственная команда, которую Энтони рассматривал, как альтернативу, была «Хьюстон Рокетс». Тем не менее, Энтони расширил свой список команд и включил в него «Кливленд Кавальерс» и «Оклахома-Сити Тандер». 25 сентября 2017 года Энтони был продан «Тандеру» в обмен на Энес Кантер, Дуг Макдермотт.

### Оклахома-Сити Тандер (2017—2018)
9 ноября 2017 года, Энтони набрал недостающие 12 очков и обошёл Аллена Айверсона в списке лучших снайперов НБА и переместился на 24-е место. Он закончил игру, набрав 28 очков. 26 ноября 2017 года Энтони обогнал Рэя Аллена в списке 50 лучших снайперов в истории НБА и занял 23-е место. 1 декабря 2017 года Энтони опередил Винса Картера и поднялся на 22-е место в списке НБА.
4 января 2018 года в игре «Оклахома-Сити» против «Лос-Анджелес Клипперс», в рамках их совместной игры в Лос-Анджелесе, (3 января они одолели «Лос-Анджелес Лейкерс», 133-96), Энтони набрал 22 очка, обойдя Патрика Юинга и заняв 21-е место в списке лучших снайперов. 27 января 2018 года Энтони стал 21-м игроком НБА, набравшим 25 000 карьерных очков. Кроме того, на его счету было 1693 очка в плей-офф.
6 марта 2018 года в игре «Оклахома-Сити» против «Хьюстон Рокетс» Энтони набрал 23 очка и обошёл легенду НБА, Джерри Уэста, в списке 20 лучших снайперов в истории НБА, поскольку теперь у него было в общей сложности 25 210 очков, по сравнению с 25 192 очками Уэста. 19 марта 2018 года, одержав победу над «Торонто Рэпторс» со счётом 132—125, Энтони набрал 15 очков и увеличил свой результат до 25 289, тем самым обогнав Реджи Миллера и поднявшись на 19-е место в списке НБА.
25 июля 2018 года «Тандер» продали Энтони «Атланте Хокс» в сделке между тремя командами, в которой они приобрели Денниса Шрёдера у «Хокс» и Тимоте Луваву у «Филадельфии Севенти Сиксерс».

### Хьюстон Рокетс (2018—2019)
13 августа 2018 года Энтони подписал однолетний минимальный контракт на 2,4 миллиона долларов с «Хьюстон Рокетс», которую тренировал его бывший тренер в «Никс», Майкл Д’Антони. 5 ноября генеральный директор «Рокетс», Дэрил Мори, объявил, что команда «расстаётся» с Энтони, но не отпустила его. Он сыграл десять матчей за «Хьюстон», но в последних трёх не участвовал по причине, которую клуб называет, как неопределенная «болезнь». Во время его отсутствия, большая часть его игрового времени доставалась новичку, Гэри Кларку. «Хьюстон» начал сезон, проиграв 7 игр из своих первых 11 игр. Мори сказал, что Энтони «принял каждую роль», о которой просил Д’Антони, но «надежды, которые мы возлагали на Энтони, когда Кармело решил подписать контракт с „Рокетс“, не оправдались, поэтому мы подумали, что лучше идти дальше».
В результате обмена с «Хьюстон Рокетс», 22 января 2019 года, Кармело Энтони стал игроком «Чикаго Буллз». «Чикаго» также получил от «Хьюстона» права на защитника Джона Диблера и 1,56 млн долларов. Взамен «Рокетс» получили форварда, Тадия Драгичевич. Эта сделка позволила «Рокетс» снизить налог на роскошь до 2,6 млн долларов США. 1 февраля от него отказались «Буллз».

### Портленд Трэйл Блэйзерс (2019—2021)
19 ноября 2019 года Энтони был подписан командой «Портленд Трэйл Блэйзерс» на один год без гарантий. 25 ноября Энтони набрал максимальные за сезон 25 очков и 8 подборов в победе над «Чикаго Буллз». В той же игре Энтони обошел Алекса Инглиша и занял 18-е место в списке 50 лучших снайперов в истории НБА. Через несколько дней Энтони был назван игроком недели в Западной конференции, став самым возрастным игроком в возрасте 35 лет, получившим эту еженедельную награду с тех пор, как Тим Данкан в возрасте 38 лет получил ее в сезоне 2014-15 года.
6 декабря контракт Энтони стал полностью гарантированным.
В ноябре 2020 года Энтони вновь подписал однолетний контракт с «Трэйл Блэйзерс». 1 января 2021 года в первой игре «Портленда» с «Голден Стэйт Уорриорз» Энтони набрал 18 очков, обойдя Тима Данкана и заняв 14-е место в списке 50 лучших снайперов в истории НБА. 2 февраля Энтони набрал 21 очко в игре против «Вашингтон Уизардс» и обошел Доминика Уилкинса, заняв 13-е место в списке 50 лучших снайперов в истории НБА. 9 февраля Энтони набрал 23 очка в игре против «Орландо Мэджик» и обошел Оскара Робертсона, заняв 12-е место в списке 50 лучших снайперов в истории НБА. 13 марта Энтони набрал 26 очков, обойдя Хакима Оладжьювона и заняв 11-е место в списке 50 лучших снайперов в истории НБА, в победе над «Миннесотой Тимбервулвз». 19 марта Энтони набрал 18 очков со скамейки запасных в победе над «Даллас Маверикс» и стал 11-м игроком НБА, набравшим более 27 000 очков. 3 мая Энтони набрал 14 очков в матче против «Атланта Хокс» и обошел Элвина Хейза, заняв 10-е место списке 50 лучших снайперов в истории НБА. После сезона 2020-21 Энтони получил награду Kareem Abdul-Jabbar Social Justice Champion Award.

### Лос-Анджелес Лейкерс (2021—2022)
6 августа 2021 года Энтони подписал контракт с «Лос-Анджелес Лейкерс». 19 октября он дебютировал в составе «Лейкерс», набрав 9 очков, 4 подбора и 2 передачи. 24 октября Энтони набрал 28 очков в победе над «Мемфис Гриззлис» и обошел Мозеса Мэлоуна, заняв 9-е место в списке 50 лучших снайперов в истории НБА. 28 января 2022 года он набрал 19 очков в поражении от «Шарлотт Хорнетс» и стал 9-м игроком в истории НБА, набравшим 28 000 очков.
22 мая 2023 года через социальные сети объявил, что завершил профессиональную карьеру игрока.

## Карьера в сборной

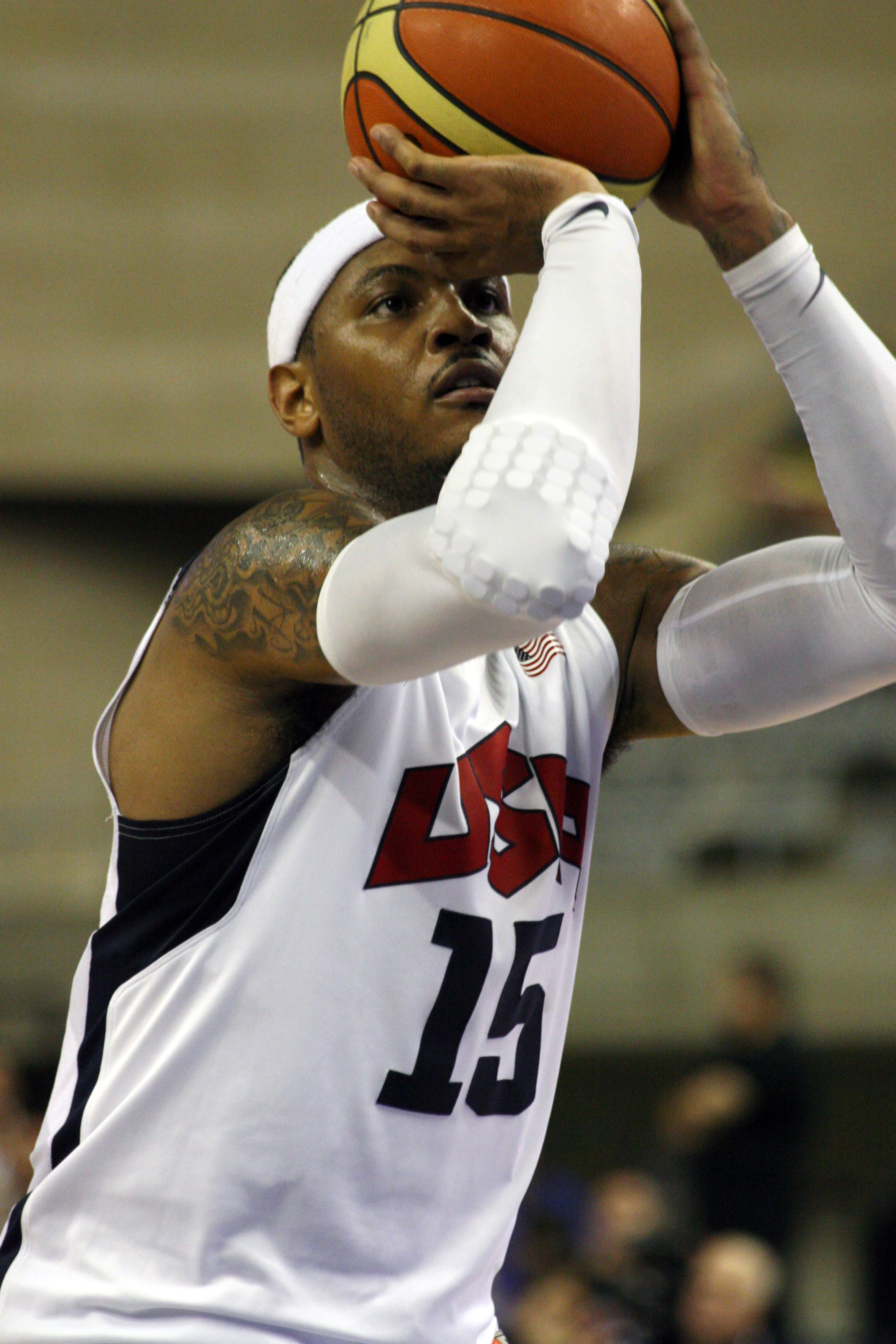
Энтони бросает штрафной в составе сборной США на Летних Олимпийских играх 2012.

Энтони был одним из 12 игроков сборной США среди юниоров летом 2002. Он был членом молодежной сборной на 4-м молодежном турнире в Венесуэле. По подборам был вторым, с показателем 6.2 после Криса Боша. Энтони набрал 15 очков и 9 подборов против Доминиканской Республики. США взяла бронзу, побив Аргентину со счётом 71-65. Энтони также принял участие в Фестивале развития молодежи в 2001.
После дебютного сезона, в 2004 году, Энтони, вместе с ЛеБроном Джеймсом и Дуэйном Уэйдом, вошел в состав олимпийской сборной США по баскетболу наряду с ветеранами Алленом Айверсоном, Стефоном Марбери и Тимом Данканом, но взяли только бронзу. Он набирал в среднем 2,4 очка, 1,6 подбора и имел 6,8 минут игрового времени, играя в семи из восьми игр команды.
В 2006, Энтони стал вице-капитаном (вместе с Джеймсом и Уэйдом) сборной США на чемпионате мира по баскетболу 2006. Сборная также взяла бронзу. 23 августа 2006, Энтони установил рекорд в сборной, набрав 35 очков в игре с Италией, побив рекорд Кенни Андерсона с 34 очками в 1990 году. Энтони попал в символическую сборную FIBA походу турнира. 16 января 2006 был признан баскетболистом года в США.
Энтони также принял участие на чемпионате Америки по баскетболу 2007, где сборная была непобедимой с показателем матчей 10-0. Энтони по набранным очкам был вторым после игрока сборной Бразилии, Леандро Барбоза.
Энтони также вошел в состав олимпийской сборной США по баскетболу в 2008 году в Пекине, снова вместе с Джеймсом и Уэйдом, Коби Брайантом и Джейсоном Киддом. Команда выиграла свои матчи со средним выигрышным отрывом в 32,2 очка, опередив Австралию в четвертьфинале на 31 очко и опередив Аргентину на 20 очков. Энтони набрал 21 очко в игре против Аргентины, совершая 3 из 14 бросков со средней дистанции и 13 из 13 штрафных бросков, установив рекорды Олимпийских игр США по выполненным штрафным броскам и проценту штрафных бросков. В финале США одолела сборную Испании по баскетболу, где Энтони набрал 13 очков. Энтони набирал в среднем 11,5 очков, 4,3 подбора и 1,0 перехват за игру в восьми соревнованиях.
Энтони, вместе с Леброном Джеймсом, также, принимал участие в летних Олимпийских играх 2012 года в Лондоне. Это была его третья олимпиада подряд (2004, 2008, 2012). Тем самым он присоединился к Джеймсу и Дэвиду Робинсону (1988, 1992, 1996) в качестве единственных американских баскетболистов, участвовавших в трёх олимпиадах. Он в среднем набирал 16,3 очков, совершал 4,8 подбора, 1,3 передачу и 0,5 перехвата за игру. В победной игре над Нигерией, 156-73, Энтони совершил 10 из 12 трёхочковых бросков. Сборная США выиграла золотую медаль, защитив титул 2008 года против Испании, выиграв 107—100. Результат Энтони, 16,3 очка в среднем за игру, был вторым лучшим для сборной США после рекордных 19,5 очков Кевина Дюранта за игру.
Энтони также играл на Олимпийских играх 2016 года. Это было его четвертое подряд участие на Олимпийских играх, что стало рекордом для американского баскетболиста-мужчины. Этот рекорд побил предыдущее достижение Джеймса и Робинсона, которые принимали участия в трёх олимпиадах. Сборная США выиграла золотую медаль, обыграв Сербию, 96-66, в чемпионате, в котором Энтони стал первым игроком в истории баскетбола США, выигравшим три золотые медали. Во время победной игры над Австралией, со счётом 98-88, Энтони набрал 31 очко за 35 минут, забив 9 из 15 трёхочковых бросков. Набрав 31 очко в этой игре, он стал лидером по набранным очкам сборной команды США, побив старый рекорд в 273 очка, принадлежащий Джеймсу. Он также стал первым игроком США, который набрал 30 или более очков на двух Олимпийских играх. В игре против Сербии, в которой США заполучили золотую медаль, Энтони сделал семь подборов и финишировал со 125 подборами за всю историю олимпийских игр США, обойдя Робинсона, абсолютного лидера сборной США по большинству подборов. Таким образом, Энтони завершает свою олимпийскую карьеру, как первый человек, выигравший три золотые медали, лидер в количестве набранных очков, подборов и проведённых игр, 31. Тем самым, он стал самым титулованным баскетболистом США, участвующий в Олимпийских играх. Он закончил Олимпийские игры в Рио-де-Жанейро в 2016 году в среднем забивая 12,1 очков, совершая 5,2 подборов, 2,2 передачи, 0,6 перехвата за игру. Процент попадания составлял 39 % (33/84), процент попадания трёхочковых 40 % (18/45) и 62 % штрафных бросков (13/21). В знак признания его достижений в соревнованиях, Энтони был назван Спортсменом года в США по баскетболу среди мужчин (вместе с Кевином Дюрантом) в третий раз в своей карьере.

## Личная жизнь

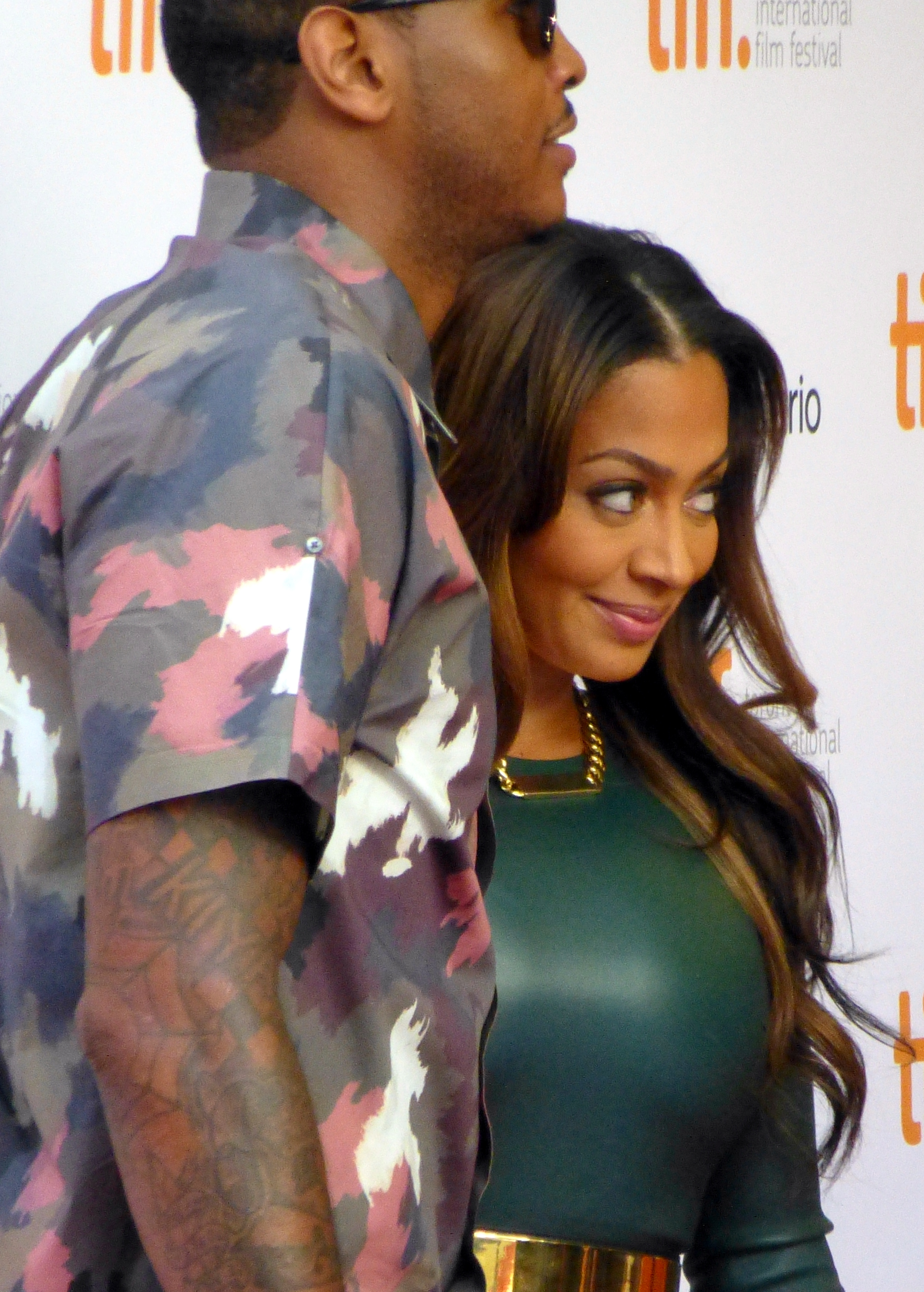
Энтони со своей женой Ла Ла Энтони.

У Энтони есть два брата, Роберт и Уилфорд, и сводная сестра Дафни. У него была ещё одна сестра, Мишель, которая умерла в 2010 году. Его мать, Мэри, является афроамериканкой, а его отец, Кармело Ириарте, был пуэрториканцем. В 2004 году Энтони обручился с Э́лани Нико́ль «Ла Ла» Васкес. Их сын, Киян Кармело Энтони, родился 7 марта 2007 года. Майкл Эрик Дайсон обвенчал Энтони и «Ла-Ла» 10 июля 2010 года в Cipriani S.A. в Нью-Йорке в присутствии 320 гостей. VH1 снимал церемонию для использования в реалити-шоу о паре, которое называлось «Полная свадьба La La». Энтони проживает в Верхнем Вест — Сайде. Вскоре после окончания регулярного сезона 2016/2017 TMZ сообщил, что Ла Ла переехала из их общей квартиры, и они жили отдельно. Они помирились в декабре 2018 года.
Энтони является участником пятипроцентной нации Ислама.
Обычно об этом не упоминается однако источники близкие к Энтони подтверждают данную информацию.

## Спорные ситуации
В 2004 году Энтони был обвинен в хранении марихуаны, после того, как инспекторы в Международном аэропорту Денвера нашли марихуану в его рюкзаке. Позже обвинения были сняты, так как друг Энтони, Джеймс Каннингем, из Сент-Луиса, подписал показание под присягой, взяв на себя ответственность за марихуану. В том же году Энтони появился в видеоролике под названием Stop Snitchin', в котором предупреждалось, что жители Балтимора, которые сотрудничали с полицией, столкнутся с насилием. Энтони позже дистанцировался от этого видео. В 2006 году друг Энтони, Тайлер Брэндон Смит, был остановлен в автомобиле Энтони и обвинен в хранении марихуаны и трёх нарушениях правил дорожного движения. Позже в том же году он участвовал в печально известной Драке во время игры «Нью-Йорк Никс» — «Денвер Наггетс» в Мэдисон-сквер-гарден. В результате, он был отстранен на 15 игр.
14 апреля 2008 года Энтони был арестован по подозрению в вождении в нетрезвом виде, после того, как его остановили на межштатной автомагистрали 25 в Денвере за то, что он петлял по полосам. Представитель полиции, детектив Шэрон Хан, сказала, что Энтони, который был один в машине, провалил серию тестов на трезвость. Его обвинили, а затем отпустили из полицейского управления. Дата суда была назначена на 14 мая. «Наггетс» отстранили Энтони на две игры из-за ареста. 24 июня 2008 года Энтони признал себя виновным по обвинению в вождении в нетрезвом состоянии. Первоначальное обвинение в вождении в нетрезвом виде было снято. Он был приговорен к одному году условно, 24 часам общественных работ и 1000 долларов США в виде судебных издержек и штрафов.
Энтони недавно участвовал в различных судебных делах, касающихся социальной справедливости. Его также критикуют активисты сообщества Южного Бронкса за то, что он принял сторону девелопера, Кейта Рубинштейна, касательно строительства роскошных жилых домов по соседству, что могло привести к облагораживанию.

## Благотворительная деятельность

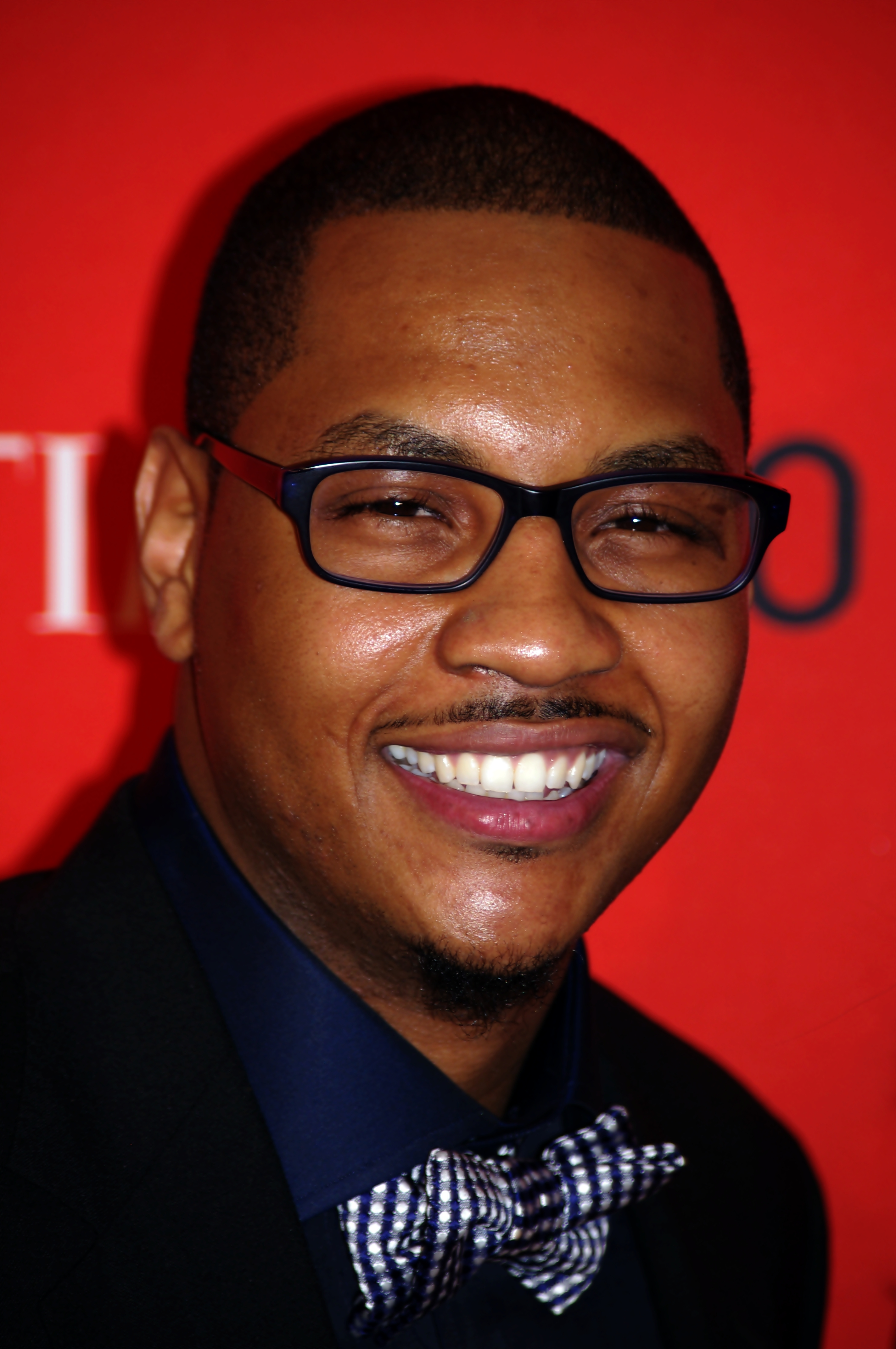
Энтони в 2011 году на мероприятии в честь Time 100

В Денвере Энтони был представителем Центра семейных ресурсов и помог организовать рождественскую вечеринку под названием «Очень Мело Рождество» для менее обеспеченных детей. В Балтиморе Энтони проводит ежегодный турнир 3-на-3, известный как «Melo’S H. O. O. D. (Держимся За Свою Судьбу) Movement 3 on 3 Challenge» и помогает финансировать возрождение местного общественного центра для местной молодежи. 14 декабря 2006 года Энтони открыл «Центр развития молодежи им. Кармело Энтони» в Балтиморе. Он выделил 1,5 миллиона долларов в фонд Living Classrooms Foundation, некоммерческую организацию, которая «предоставляет инновационные программы практического образования, профессиональной подготовки и общественных работ для более чем 35 000 детей, молодежи и молодых людей в сообществе Восточного Балтимора.».
После цунами, вызванного землетрясением в Индийском океане в 2004 году, Энтони пожертвовал 35 000 долларов на помощь. Он пожертвовал 1 000 $ за очко, набранное против Сан-Антонио и Хьюстона 8 и 9 января 2005 года. Энтони также выделил 3 миллиона долларов на строительство недавно запланированного баскетбольного тренировочного комплекса в своем альма-матер, Сиракузском университете. Согласно официальному веб-сайту НБА, «подарок Энтони является одним из крупнейших индивидуальных пожертвований для легкой атлетики в Сиракузский университет. Энтони считается одним из выдающихся профессиональных спортсменов в настоящее время, который учился в этом университете». Учебное заведение будет называется Carmelo K. Anthony Basketball Center. За благотворительные взносы на общую сумму 4 282 000 долларов США, Энтони был назван номером восемь в «Списке 30 самых крупнейших благотворительных пожертвований знаменитостей в 2006 году».

## Другие достижения
Энтони был приглашенной звездой в эпизоде "Потерянный и найденный" в «Рассекреченном руководстве Неда по выживанию в школе». Он также появился в клипе Common «Be» из альбома «Be» в 2005 году. Энтони-единственный игрок, появившийся на обложке всех трёх баскетбольных франшиз EA Sports (NCAA March Madness, NBA Live и NBA Street). В январе 2009 года Зал спортивной славы Колорадо выбрал Энтони своим профессиональным спортсменом года в 2008 году. Он и борец, Генри Сехудо, также золотой призёр 2008 года, были выбраны в качестве хедлайнеров специальной премии для индукционного банкета, состоявшегося 14 апреля 2009 года. Весной 2012 года Энтони снялся в нескольких эпизодах сериала «Сестра Джеки» в роли профессионального бейсболиста, проходящего реабилитацию наркоманов. Он, вместе с Дуайтом Ховардом и Скотти Пиппеном, также появился в китайском фильме 2013 года Amazing, совместном проекте между NBA и Shanghai Film Group Corporation.
В 2003 году Энтони подписал свой первый обувной контракт с брендом Jordan и получал 3,5 миллиона долларов в год в течение шести лет. В 2004 году была выпущена его первая фирменная обувь Jordan Carmelo 1.5. По состоянию на 2018 год в линейке Мело было выпущено тринадцать кроссовок.
В 2014 году Энтони снялся в эпизодической роли в восьмом эпизоде седьмого и последнего сезона «Сыновей анархии», в качестве помощника антагониста сериала, Моисея Картрайта. В 2015 году Энтони объявил о возвращении профессионального футбола в Пуэрто-Рико, благодаря расширению франшизы Североамериканской футбольной лиги. Несмотря на финансовый кризис в Пуэрто-Рико, Энтони рассматривал эту возможность как форму охвата сообщества, а также как долгосрочную инвестицию в клуб, который в конечном итоге мог быть прибыльным. Энтони также фанат английского футбольного клуба Арсенал.
В январе 2025 года Кармело Энтони провел презентацию логотипа и символики предстоящего чемпионата мира по баскетболу 2027 года в Катаре.
5 марта 2025 года стало известно, что Энтони присоединится к Реджи Миллеру и Джамалу Кроуфорду в качестве студийных аналитиков на NBC Sports.

## Статистика

### Статистика в НБА
| Сезон                                                                                    | Команда       | Регулярный сезон | Регулярный сезон | Регулярный сезон | Регулярный сезон | Регулярный сезон | Регулярный сезон | Регулярный сезон | Регулярный сезон | Регулярный сезон | Регулярный сезон | Регулярный сезон | Серия плей-офф | Серия плей-офф | Серия плей-офф | Серия плей-офф | Серия плей-офф | Серия плей-офф | Серия плей-офф | Серия плей-офф | Серия плей-офф | Серия плей-офф | Серия плей-офф |
| Сезон                                                                                    | Команда       | GP               | GS               | MPG              | FG%              | 3P%              | FT%              | RPG              | APG              | SPG              | BPG              | PPG              | GP             | GS             | MPG            | FG%            | 3P%            | FT%            | RPG            | APG            | SPG            | BPG            | PPG            |
| ---------------------------------------------------------------------------------------- | ------------- | ---------------- | ---------------- | ---------------- | ---------------- | ---------------- | ---------------- | ---------------- | ---------------- | ---------------- | ---------------- | ---------------- | -------------- | -------------- | -------------- | -------------- | -------------- | -------------- | -------------- | -------------- | -------------- | -------------- | -------------- |
| 2003/04                                                                                  | Денвер        | 82               | 82               | 36,5             | 42,6             | 32,2             | 77,7             | 6,1              | 2,8              | 1,2              | 0,5              | 21,0             | 4              | 4              | 35,8           | 32,8           | 18,2           | 80,0           | 8,3            | 2,8            | 1,3            | 0,0            | 15,0           |
| 2004/05                                                                                  | Денвер        | 75               | 75               | 34,8             | 43,1             | 26,6             | 79,6             | 5,7              | 2,6              | 0,9              | 0,4              | 20,8             | 5              | 5              | 36,0           | 42,2           | 0,0            | 81,3           | 5,4            | 2,0            | 0,6            | 0,2            | 19,2           |
| 2005/06                                                                                  | Денвер        | 80               | 80               | 36,8             | 48,1             | 24,3             | 80,8             | 4,9              | 2,7              | 1,1              | 0,5              | 26,5             | 5              | 5              | 38,5           | 33,3           | 0,0            | 75,0           | 6,6            | 2,8            | 0,8            | 0,2            | 21,0           |
| 2006/07                                                                                  | Денвер        | 65               | 65               | 38,2             | 47,6             | 26,8             | 80,8             | 6,0              | 3,8              | 1,2              | 0,4              | 28,9             | 5              | 5              | 42,0           | 48,0           | 50,0           | 79,5           | 8,6            | 1,2            | 1,0            | 0,0            | 26,8           |
| 2007/08                                                                                  | Денвер        | 77               | 77               | 36,4             | 49,2             | 35,4             | 78,6             | 7,4              | 3,4              | 1,3              | 0,5              | 25,7             | 4              | 4              | 36,6           | 36,4           | 25,0           | 82,8           | 9,5            | 2,0            | 0,5            | 0,3            | 22,5           |
| 2008/09                                                                                  | Денвер        | 66               | 66               | 34,5             | 44,3             | 37,1             | 79,3             | 6,8              | 3,4              | 1,1              | 0,4              | 22,8             | 16             | 16             | 38,2           | 45,3           | 36,4           | 82,6           | 5,8            | 4,1            | 1,8            | 0,6            | 27,2           |
| 2009/10                                                                                  | Денвер        | 69               | 69               | 38,2             | 45,8             | 31,6             | 83,0             | 6,6              | 3,2              | 1,3              | 0,4              | 28,2             | 6              | 6              | 42,3           | 46,4           | 31,6           | 87,7           | 8,5            | 3,3            | 2,0            | 0,5            | 30,7           |
| 2010/11                                                                                  | Денвер        | 50               | 50               | 35,5             | 45,2             | 33,3             | 82,3             | 7,6              | 2,8              | 0,9              | 0,6              | 25,2             | Не участвовал  | Не участвовал  | Не участвовал  | Не участвовал  | Не участвовал  | Не участвовал  | Не участвовал  | Не участвовал  | Не участвовал  | Не участвовал  | Не участвовал  |
| 2010/11                                                                                  | Нью-Йорк      | 27               | 27               | 36,2             | 46,1             | 42,4             | 87,2             | 6,7              | 3,0              | 0,9              | 0,6              | 26,3             | 4              | 4              | 38,9           | 37,5           | 34,6           | 85,3           | 10,3           | 4,8            | 1,3            | 0,8            | 26,0           |
| 2011/12                                                                                  | Нью-Йорк      | 55               | 55               | 34,1             | 43,0             | 33,5             | 80,4             | 6,3              | 3,6              | 1,1              | 0,4              | 22,6             | 5              | 5              | 40,8           | 41,9           | 22,2           | 75,6           | 8,2            | 2,2            | 1,2            | 0,2            | 27,8           |
| 2012/13                                                                                  | Нью-Йорк      | 67               | 67               | 37,0             | 44,9             | 37,9             | 83,0             | 6,9              | 2,6              | 0,8              | 0,5              | 28,7             | 12             | 12             | 40,1           | 40,6           | 29,8           | 88,5           | 6,6            | 1,6            | 1,1            | 0,2            | 28,8           |
| 2013/14                                                                                  | Нью-Йорк      | 77               | 77               | 38,7             | 45,2             | 40,2             | 84,8             | 8,1              | 3,1              | 1,2              | 0,7              | 27,4             | Не участвовал  | Не участвовал  | Не участвовал  | Не участвовал  | Не участвовал  | Не участвовал  | Не участвовал  | Не участвовал  | Не участвовал  | Не участвовал  | Не участвовал  |
| 2014/15                                                                                  | Нью-Йорк      | 40               | 40               | 35,7             | 44,4             | 34,1             | 79,7             | 6,6              | 3,1              | 1,0              | 0,4              | 24,2             | Не участвовал  | Не участвовал  | Не участвовал  | Не участвовал  | Не участвовал  | Не участвовал  | Не участвовал  | Не участвовал  | Не участвовал  | Не участвовал  | Не участвовал  |
| 2015/16                                                                                  | Нью-Йорк      | 72               | 72               | 35,1             | 43,4             | 33,9             | 82,9             | 7,7              | 4,2              | 0,9              | 0,5              | 21,8             | Не участвовал  | Не участвовал  | Не участвовал  | Не участвовал  | Не участвовал  | Не участвовал  | Не участвовал  | Не участвовал  | Не участвовал  | Не участвовал  | Не участвовал  |
| 2016/17                                                                                  | Нью-Йорк      | 74               | 74               | 34,3             | 43,3             | 35,9             | 83,3             | 5,9              | 2,9              | 0,8              | 0,5              | 22,4             | Не участвовал  | Не участвовал  | Не участвовал  | Не участвовал  | Не участвовал  | Не участвовал  | Не участвовал  | Не участвовал  | Не участвовал  | Не участвовал  | Не участвовал  |
| 2017/18                                                                                  | Оклахома-Сити | 78               | 78               | 32,1             | 40,4             | 35,7             | 76,7             | 5,8              | 1,3              | 0,6              | 0,6              | 16,2             | 6              | 6              | 32,3           | 37,5           | 21,4           | 73,3           | 5,7            | 0,3            | 1,7            | 0,7            | 11,8           |
| 2018/19                                                                                  | Хьюстон       | 10               | 2                | 29,4             | 40,5             | 32,8             | 68,2             | 5,4              | 0,5              | 0,4              | 0,7              | 13,4             | Не участвовал  | Не участвовал  | Не участвовал  | Не участвовал  | Не участвовал  | Не участвовал  | Не участвовал  | Не участвовал  | Не участвовал  | Не участвовал  | Не участвовал  |
| 2019/20                                                                                  | Портленд      | 58               | 58               | 32,8             | 43,0             | 38,5             | 84,5             | 6,3              | 1,5              | 0,8              | 0,5              | 15,4             | 5              | 5              | 35,1           | 41,2           | 42,1           | 85,7           | 5,0            | 2,0            | 1,0            | 0,4            | 15,2           |
| 2020/21                                                                                  | Портленд      | 69               | 3                | 24,5             | 42,1             | 40,9             | 89,0             | 3,1              | 1,5              | 0,7              | 0,6              | 13,4             | 6              | 0              | 23,9           | 41,7           | 37,8           | 90,9           | 3,2            | 1,5            | 0,3            | 0,2            | 12,3           |
| 2021/22                                                                                  | Лейкерс       | 69               | 3                | 26,0             | 44,1             | 37,5             | 83,0             | 4,2              | 1,0              | 0,7              | 0,8              | 13,3             | Не участвовал  | Не участвовал  | Не участвовал  | Не участвовал  | Не участвовал  | Не участвовал  | Не участвовал  | Не участвовал  | Не участвовал  | Не участвовал  | Не участвовал  |
|                                                                                          | Всего         | 1260             | 1120             | 34,5             | 44,7             | 35,5             | 81,4             | 6,2              | 2,7              | 1,0              | 0,5              | 22,5             | 83             | 77             | 37,2           | 41,4           | 32,4           | 82,6           | 6,7            | 2,5            | 1,2            | 0,3            | 23,1           |
| Наведите курсор мыши на аббревиатуры в заголовке таблицы, чтобы прочесть их расшифровку. |               |                  |                  |                  |                  |                  |                  |                  |                  |                  |                  |                  |                |                |                |                |                |                |                |                |                |                |                |

### Статистика в NCAA
| Сезон | Команда  | Conf     | Class | GP | GS | MPG  | FG%  | 3P%  | FT%  | RPG  | APG | SPG | BPG | PPG  |
| --- | -------- | -------- | ----- | -- | -- | ---- | ---- | ---- | ---- | ---- | --- | --- | --- | ---- |
| 2002/03 | Сиракьюс | Big East | FR    | 35 | 35 | 36,4 | 45,3 | 33,7 | 70,6 | 10,0 | 2,2 | 1,6 | 0,9 | 22,2 |
| Всего | Всего    | Всего    | Всего | 35 | 35 | 36,4 | 45,3 | 33,7 | 70,6 | 10,0 | 2,2 | 1,6 | 0,9 | 22,2 |
| Наведите курсор мыши на аббревиатуры в заголовке таблицы, чтобы прочесть их расшифровку Статистика приведена с сайта sports-reference.com |          |          |       |    |    |      |      |      |      |      |     |     |     |      |